# کامبیز روشن‌روان
کامبیز روشن‌روان (زادهٔ ۱۹ خرداد ۱۳۲۸) موسیقی‌دان، آهنگساز، نوازنده، رهبر ارکستر و آموزگار موسیقی اهل ایران است. او به‌عنوان یکی از آهنگسازان سرشناس در موسیقی کلاسیک و سنتی ایرانی، آثار متنوعی در این سبک‌ها با استفاده از فرم‌های شناخته شدهٔ غربی و ایرانی مانند: سمفونی، سونات، پوئم سمفونیک، کنسرتو، فرم‌های موسیقی ردیفی و موسیقی محلی ساخته یا تنظیم کرده‌است. زندگی حرفه‌ای او به سه بخشِ آهنگسازی، تدریس و فعالیت صنفی در جامعهٔ موسیقی تقسیم می‌شود. وی در طول حرفهٔ خود، آثارِ زیادی برای موسیقی فیلم، موسیقی آوازی، ارکستر سمفونیک و مجلسی خلق کرده‌است و برای سال‌ها تلاش در راه تدریس، تألیف کتاب، جزوه و مقاله در امرِ آموزش، از او به‌عنوان موسیقی‌دانی صاحب‌نظر، در مباحث تئوریک و هارمونی یاد می‌کنند.
روشن‌روان در شهر تهران متولد شد و با آنکه دارای خانواده‌ای با تعصبات مذهبی بود، از همان دوران کودکی علاقهٔ خود را به موسیقی نشان داد. او فراگیری موسیقی را پس از تحصیلات ابتدایی، در هنرستان عالی موسیقی و هنرستان موسیقی ملی نزد موسیقی‌دانانی مانند: حسین دهلوی، مصطفی کمال پورتراب، منوچهر منشی‌زاده، ارفع اطرایی و حسین تهرانی آموخت، پس از آن وارد دانشکده هنرهای زیبا شد و دروس تخصصی آهنگسازی و پیانو را به‌ترتیب با توماس کریستیان داوید و امانوئل ملیک آصلانیان، ادامه داد. وی برای اخذ فوق لیسانس به آمریکا سفر کرد و در دانشگاه جنوب کالیفرنیا (USC)، مشغول و فارغ‌التحصیل شد. او بعدها موفق به دریافت مدرک درجه یک هنری از وزارت فرهنگ و ارشاد اسلامی نیز شد.
سبک موسیقی روشن‌روان به‌خاطر آهنگسازی در فرم‌های مختلف موسیقی، با الهام از فرهنگ ایرانی و غربی، ابعاد گسترده‌ای دارد. در آثار وی از کارهای ارکسترال تا موسیقی فیلم و موسیقی آوازی، می‌توان شیوه‌های متفاوتی از موسیقی کلاسیک غربی، سنتی ایرانی، محلی، مدرن، معاصر و آوانگارد، مشاهده کرد. او به‌دلیل تسلط به دو ساز غربی و ایرانی، از همان ابتدای آموزش موسیقی، با هر دو مکتب آشنایی کامل پیدا کرد و در آثارش از تلفیق این سبک‌ها، بهره برده‌است.
کارهای روشن‌روان به چهار بخشِ ارکسترال و مجلسی، آموزشی، موسیقی فیلم و آلبوم تقسیم می‌شود. در بخش ارکسترال و مجلسی، آثاری گوناگونی در فرم‌های موسیقی کلاسیک و موسیقی سنتی تصنیف کرده‌است و تعدادی از این آثار توسط ارکسترهای معتبر ایرانی و خارجی اجرا شده‌است. در حوزۀ آموزش، با تدریس در هنرستان‌ها، دانشگاه‌ها، مراکز آموزشی، چاپ کتاب، مقاله، جزوه و سخنرانی، فعالیت خود را تداوم بخشید و کتاب هارمونی جامع کاربردی، از آثار شاخص وی در این زمینه محسوب می‌شود. او فعالیت در سینما را با فیلم مسافر (۱۳۵۳) به کارگردانی عباس کیارستمی آغاز کرد و در این مدت، ساخت بیش از یکصد موسیقی متن برای فیلم‌های سینمایی، مجموعه تلویزیونی و پویانمایی را انجام داده و برای کارگردانانی همچون امیر نادری، خسرو هریتاش، فریبرز صالح، سعید نیکپور، پوران درخشنده، مهدی فخیم‌زاده، تهمینه میلانی، رسول صدرعاملی، مجتبی راعی، یداله صمدی و … موسیقی متن ساخته‌است. همچنین در موسیقی آوازی و تهیهٔ آلبوم، با خوانندگانی مانند: محمدرضا شجریان، شهرام ناظری، علیرضا افتخاری، بیژن بیژنی، محمد اصفهانی، علیرضا قربانی، سیامک علیقلی و … همکاری داشته‌است.

## زندگی

### سال‌های آغازین

#### خانواده
کامبیز روشن‌روان در ۱۹ خرداد ۱۳۲۸ در تهران، کوچه کاشانچی، مقابل «کافه شهرداری» (محلِ پارک دانشجو و تاتر شهر فعلی)، در خانواده‌ای مذهبی و با اوضاع مالی متوسط، به دنیا آمد. پدرش اهل بوشهر و فردی بود با اعتقادات شدید مذهبی، به‌طوری که نماز جماعت را با فرزندانش در خانه برگزار می‌کرد و علاوه بر خودش که قرآن را با لحن آوازی تلاوت می‌کرد، فرزندانش را نیز به این امر تشویق می‌نمود. مادرش اهل مشهد و دارای تحصیلات عالیه بود، او علاقهٔ زیادی به هنر، ادبیات و نقاشی داشت، به‌همین دلیل از اولین زنانی بود که در آن سال‌ها موفق به دریافت لیسانس ادبیات از دانشگاه شد.

#### دوران کودکی
کودکی کامبیز با شیطنت و بازیگوشی‌های زیادی همراه بود؛ به‌طوری که وقتی در شش سالگی وارد تحصیلات ابتدایی در دبستان منوچهری شد، روزی نبود که با تَرکه‌های ناظمِ مدرسه تنبیه نشود. اولین نشانه‌های علاقهٔ وی به موسیقی در همین دوران پدیدار شد. «کافه شهرداری» در نزدیکی محل سکونت وی قرار داشت و باعث شد تا او در تعطیلات تابستانی، آنجا را برای بازی و تفریحات خود انتخاب کند. در این کافه با آنکه انواع و اقسام لوازم بازی وجود داشت، اما توجه روشن‌روان بیشتر به نمایش خیمه‌شب‌بازی که در بخش دیگری از کافه اجرا می‌شد، جلب می‌شد و بر خلاف دیگر هم‌بازی‌هایش، او فقط به تماشای این اجراها می‌نشست. علت علاقهٔ شدید وی به خیمه‌شب‌بازی، حضور یک نوازندهٔ کمانچه بود که موسیقی متن این نمایش را با صدایی دلنشین اجرا می‌کرد و او بیشتر از هر قسمت دیگر نمایش، از اجرای موسیقی متن آن لذت می‌برد. وی همچنین به‌خاطر ذوقی که به موسیقی پیدا کرده بود، شب‌ها نیز در همین کافه به تماشای فیلم می‌نشست و باز هم توجه ویژه‌ای به موسیقی متن این فیلم‌ها نشان می‌داد. اما بازی‌گوشی و شرارت‌های کودکانهٔ وی همچنان ادامه داشت و به‌همین دلیل تحصیلات ابتدایی او نیز در این هنگام چندان موفقیت‌آمیز نبود و اغلب دروس وی به‌جز ریاضی، دارای رتبهٔ پایینی بود و بیشتر اوقات، هنگام بازگشت به خانه، لباس‌هایش پاره بود و مادرش مجبور بود آنها را بدوزد تا آمادگی حضور در مدرسه برای روز بعد را داشته باشد.

### دوران نوجوانی

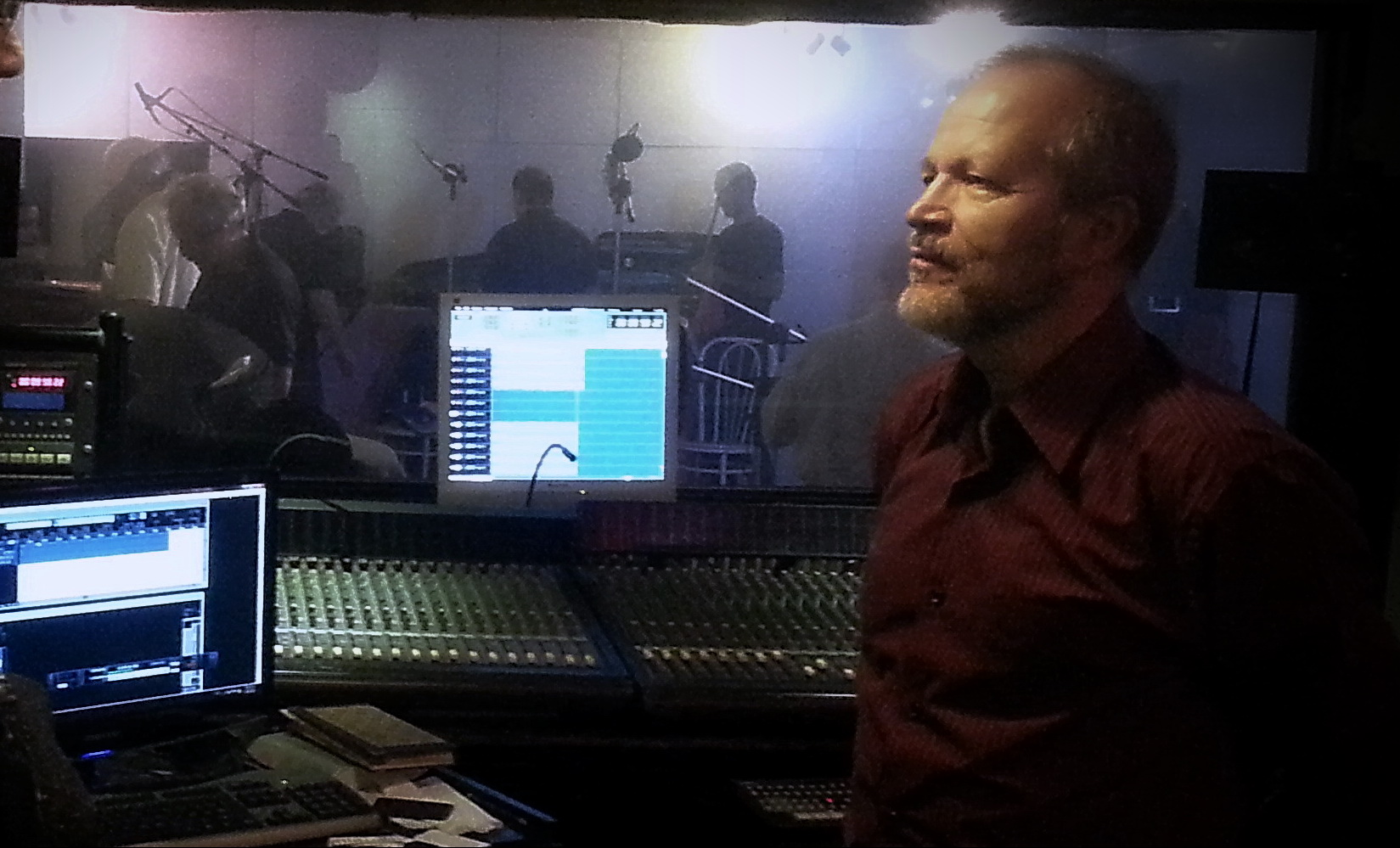
کامبیز روشن‌روان، استودیو صبا، ۱۳۹۳

#### تحصیل در هنرستان عالی موسیقی
عشق روشن‌روان به موسیقی در خانواده‌ای که هیچ‌کدام‌شان علاقه‌ای به موسیقی نداشتند، باعث شد او با اشتیاق به آهنگ‌ها و ترانه‌هایی که در آن زمان از رادیو پخش می‌شد، گوش دهد و آوازها را تقلید کند. او پس از هر ترانه‌ای که می‌شنید، به حیاط خانه می‌رفت و آن آهنگ را به صورت دقیق و کامل با صدای بلند می‌خواند، این کار موجب تعجب و همچنین تشویق همسایگان از استعداد این کودک در بازخوانی ترانه‌ها قرار می‌گرفت. دست بر قضا در این همسایگی، شخصی بود به‌نام مصطفی کسروی که آهنگساز و رهبر ارکستر رادیو بود. او که این آوازها را می‌شنید، تصمیم گرفت با پدرِ روشن‌روان صحبت کند و او را تشویق کند تا فرزندش را به هنرستان موسیقی بفرستد. پدر ابتدا مخالفت کرد ولی سرانجام با اصرار زیاد کسروی، رضایت داد فرزندش در هنرستان ثبت‌نام کند، به‌شرطی که فقط ساز ویولن بنوازد. روشن‌روان بعدها متوجه می‌شود علت اصلیِ شرط پدرش این بوده که او نیز زمانی علاقمند به موسیقی بوده‌است و قصد فراگیری ویولن داشته ولی به علت تعصبات مذهبی خانواده، موفق نشده‌است و بدین‌وسیله می‌خواست آرزوی دیرینه‌اش در وجود فرزندش تحقق یابد.
کسروی پس از اتمام تحصیلات ابتدایی روشن‌روان، او را برای ثبت‌نام به هنرستان عالی موسیقی معرفی کرد. وی پس از تستِ استعدادیابی موسیقی و امتحانات ورودی، مورد استقبال و تحسین مسئولان هنرستان قرار می‌گیرد و به‌عنوان یک شاگرد با استعداد پذیرفته شد. اما ورود او به هنرستان آغاز ماجرا بود، چرا که در آن زمان انتخاب ساز برای هنرجوی موسیقی طبق معیارهای اساتید موسیقی، بر اساس فیزیک بدنی، انگشتان، لب‌ها و … مورد بررسی و انتخاب قرار می‌گرفت و آنها بودند که تصمیم می‌گرفتند هنرجو چه سازی را می‌تواند بنوازد تا در این رشته موفق شود. این معیارها باعث شد از همان ابتدا با انتخاب ساز ویولن برای روشن‌روان مخالفت شود و معتقد بودند انگشتان وی برای نواختن این ساز مناسب نیست و او نمی‌تواند نوازندهٔ خوبی در این رشته شود. سرانجام سازی کوچک به‌نام پیکولو را مناسب انگشتان وی تشخیص دادند و او ملزم بود این ساز را فرا بگیرد. وی که علاقه و شناختی از این ساز نداشت، در همان ابتدای راه، نتوانست آرزو و خواست پدرش را برآورده کند.
حدود یک سال از حضور روشن‌روان در هنرستان می‌گذشت و در این مدت پیشرفت قابل توجه‌ای در فراگیری ساز پیکولو در وی مشاهده نشد، زیرا او همچنان به بازیگوشی‌های خود ادامه می‌داد و این رفتار مشکلاتی به همراه داشت، چراکه ساز او به خاطر کوچکی و نداشتن جعبهٔ محافظ، در جیب جای می‌گرفت و این باعث می‌شد ساز آسیب ببیند یا کلیدهای آن می‌شکست، به‌همین دلیل او مجبور بود بارها و بارها برای رفع نقص فنی ساز، به تعمیرگاه هنرستان مراجعه کند. در نهایت او تصمیم گرفت محل تحصیل خود را از هنرستان عالی موسیقی (آموزش موسیقی کلاسیک) به هنرستان موسیقی ملی (آموزش موسیقی سنتی) منتقل کند تا بلکه بتواند در آنجا ساز ویولن را فرا بگیرد.

#### تحصیل در هنرستان موسیقی ملی

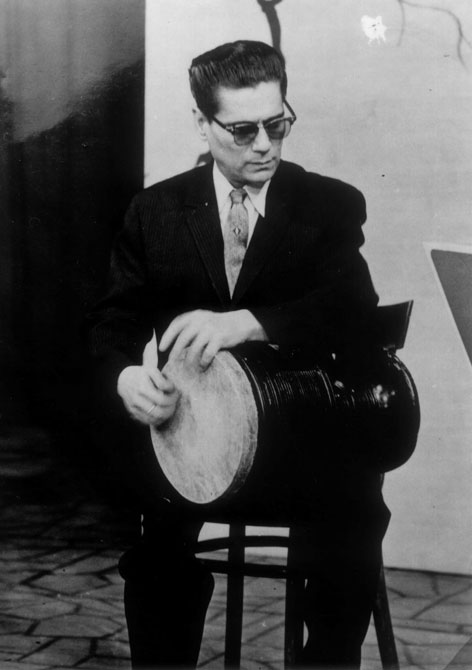
حسین تهرانی، یکی از معلمان سرشناس روشن‌روان در هنرستان موسیقی ملی

روشن‌روان در هنرستان موسیقی ملی نیز دوباره باید مراحلِ آزمون ورودی و استعدادیابی را طی می‌کرد و این بار هم پذیرفته شد، اما در آنجا نیز با انتخاب ویولن برای او مخالفت شد و ساز فلوت را مناسب وی تشخیص دادند، ولی مشکل این بود که در این هنرستان معلم و ساز فلوت که غربی است، وجود نداشت و ساز نیز باید از خارج از کشور خریداری می‌شد و تحویل این سفارش شش ماه طول می‌کشید. به‌ناچار تا تهیهٔ ساز و انتخاب معلم، از طرف حسین دهلوی که ریاست هنرستان را به‌عهده داشت، پیشنهاد شد تا دریافت ساز، وی به فراگیری سنتور بپردازد و بدین ترتیب او نخستین هنرجویی بود که باید دو ساز تخصصیِ ایرانی و غربی را همزمان فرا می‌گرفت. وی سنتور را ابتدا نزد داریوش صفوت و سپس ارفع اطرایی پی گرفت و در ادامه، فلوت را در محضر منوچهر منشی‌زاده (که نوازندهٔ اول فلوت ارکستر سمفونیک تهران بود)، تئوری موسیقی و سلفژ را از مصطفی کمال پورتراب و هارمونی، تلفیق شعر و موسیقی  را از حسین دهلوی آموخت. در این دوران روشن‌روان با هر دو ساز تخصصی خود اُنس گرفت و با جدّیت به آموزش و پیشرفت خود پایبند بود. اما باز هم مشکلی ناگهانی در اواخر سال نهم تحصیلی، گریبانگیر او شد و همزمان دچار چندین بیماری از جمله: حصبه، تب روده، ناراحتی ریه و … شد و توصیه پزشکان این بود که وی به هیچ‌وجه نمی‌تواند به نواختن ساز و تحصیل در هنرستان ادامه دهد و در صورت بهبودی، باید در مدارس عادی به تحصیل خود ادامه دهد. سرانجام او توانست پس از حدود ۴۰ روز مراقبت‌های ویژه و قرنطینهٔ کامل، به طرزِ معجزه‌آسایی از این حادثهٔ تلخ، جانِ سالم به‌در ببرد و سلامتی خود را بازیابد.
وی پس از بهبودی کامل، به هنرستان بازگشت و همچنان به پیشرفت خود در فراگیری ردیف موسیقی ایرانی با سنتور و تکنیک‌های موسیقی غربی با فلوت ادامه داد. او در سال دهم تحصیلی موظف شد پیانو هم بیاموزد؛ چراکه پیانو، سازی اجباری برای همهٔ هنرجویان موسیقی برای آموزش هارمونی در هنرستان محسوب می‌شد. در همین سال، حسین دهلوی از حسین تهرانی برای تدریس تنبک در هنرستان دعوت به‌عمل آورد و چهار نفر از هنرجویان از جمله روشن‌روان، علی رهبری، اسماعیل تهرانی و اسماعیل واثقی را برای آموزش به وی معرفی کرد. حسین تهرانی به مدت یک سال آموزش آنان را به‌عهده گرفت و پس از آن ادامهٔ راه را به شاگردش محمد اسماعیلی واگذار کرد. اسماعیلی پس از مدتی که موفقیت شاگردانش را مشاهده کرد، یک گروه پنج نفره از نوازندگان تنبک به سرپرستی خودش تشکیل داد و کنسرت‌های متعددی در سراسر شهرهای ایران برگزار کرد. بدین‌ترتیب روشن‌روان به چهار ساز مسلط شد و همزمان با تحصیل و تلاش برای کسب دیپلم، هر هفته و هر بار، با یکی از این سازها، در تلویزیون ملی ایران برنامه‌هایی را به صورت زنده، چه گروهی یا تنها، اجرا می‌کرد. او ضمن‌اینکه در سال آخر تحصیل، تدریس در دانشسرای هنر را شروع کرده بود، سرانجام موفق شد برای اولین بار در تاریخ هنرستان، با دو دیپلم برای سازهای سنتور و فلوت، فارغ‌التحصیل شود.

### دوران جوانی

#### تحصیل در دانشگاه

توماس کریستیان داوید، معلم فلوت و آهنگسازی کامبیز روشن‌روان در دانشگاه تهران

روشن‌روان پس از اخذ دیپلم، در سال ۱۳۴۶ وارد دانشکدهٔ هنرهای زیبای دانشگاه تهران شد. او در آنجا آهنگسازی را به‌عنوان رشتهٔ اصلی انتخاب کرد و در محضر استادانی مانند هوشنگ استوار (هارمونی)، مهدی برکشلی (صوت‌شناسی)، محمدتقی مسعودیه (اتنوموزیکولوژی) و علیرضا مشایخی (فرم و آنالیز)، رشته‌های مختلف موسیقی را آموخت، اما درس‌های تخصصی خود را نزد توماس کریستیان داوید (آهنگسازی و فلوت) و امانوئل ملیک آصلانیان (پیانو) فرا گرفت. او همزمان با حضور در دانشگاه، همچنان به فعالیت‌های آموزشی و اجرای کنسرت که از سال‌های آخر هنرستان شروع شده بود، ادامه می‌داد. وی علاوه بر اینکه در دانشسرای هنر تدریس می‌کرد، با «گروه کوارتت تنبک» که از دوران هنرستان آن را بنیان نهاده بود، به اجرای کنسرت در شهرهای مختلف می‌پرداخت. همچنین عضو تکنواز فلوت در ارکستر مجلسی تلویزیون ملی ایران شد و کنسرت‌های متعددی برگزار کرد. در دانشگاه نیز با سازهای مختلفی که در آن تخصص داشت، به همکاری با گروه‌های موسیقی دانشجویی پیوست و حاصل آن اجرای آثار خودش و آهنگسازان موسیقی کلاسیک بود. علاوه بر این، همان هنرستانی که از آن فارغ‌التحصیل شده بود، بلافاصله از او دعوت به همکاری و تدریس کرد و بدین‌گونه او در دوران دانشجویی، هم‌زمان با تدریس در هنرستان و دیگر مراکز آموزشی، برگزاری کنسرت‌های گوناگون و فراگیری آهنگسازی، موفق شد به فعالیت‌های حرفه‌ای موسیقی ادامه دهد و در سال ۱۳۵۱، به اخذ درجهٔ لیسانس نیز نایل شد.

#### خدمت سربازی

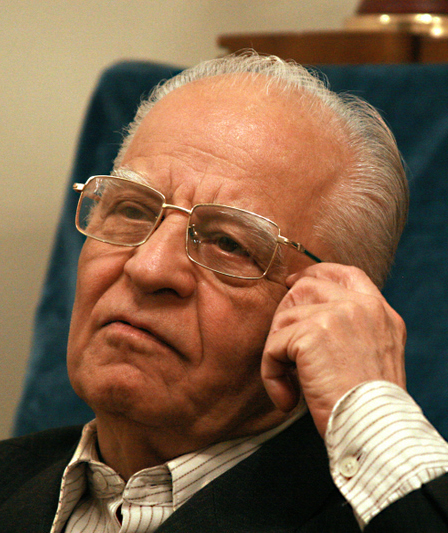
حسین دهلوی، رئیس پیشین هنرستان موسیقی ملی (۵۰–۱۳۴۱) و یکی از معلمان سرشناس روشن‌روان

وی پس از اخذ لیسانس از دانشگاه تهران، به خدمت سربازی رفت و این ایام نیز برای او، ماجراهای زیادی به‌همراه داشت. روشن‌روان دوران آموزشی را در تبریز به اتمام رساند. او در این مدت بی‌توجه به آموزش‌های نظامی بود و با دفترچه نت‌هایی که با خود برده بود، فقط به تمرین آهنگسازی می‌پرداخت، به‌همین دلیل در امتحانات پایانی دوران آموزشی، پایین‌ترین رتبه را کسب کرد. این رتبه باعث شد او نتواند شهر دلخواه خود را برای خدمت انتخاب کند. به وی اطلاع دادند فقط سهمیهٔ شهر سرپل ذهاب باقی مانده‌است. او در هنگام انتقال و توقف موقت در کرمانشاه، به‌طور اتفاقی با فرمانده موسیقی نظامی لشکر کرمانشاه که از قبل با هم آشنایی داشتند و پیشتر نوازندهٔ ارکستر سمفونیک تهران بود، ملاقات کرد. او به روشن‌روان پیشنهاد داد به‌جای وی، در این سِمَت قرار گیرد تا او بتواند برای ادامهٔ تحصیلات به خارج از کشور برود. روشن‌روان این پیشنهاد را پذیرفت. مسئولان نظامی که از توانایی‌های وی مطلع شدند، از او استقبال کردند و علاوه بر لشکر کرمانشاه، طبق یک امریه، او را به فرماندهیِ کلِ موسیقی نظامی در استان‌های کرمانشاه و کردستان منصوب کردند.
روشن‌روان پس از قبول مسئولیت، از وضعیت ارکسترهای نظامی ابراز نارضایتی کرد و تصمیم گرفت با نوشتن اتود و تمرین برای هر یک از سازها، آموزش حرفه‌ای سربازان را شروع کند. او همچنین به شهرهای مختلف دو استان سفر کرد و تعلیم سربازان و ساماندهی ارکسترهای نظامی را گسترش داد. پس از مدتی، موفقیت وی در بهبود موسیقی نظامی باعث شد او در شهر کرمانشاه اقدام به تأسیس یک مدرسهٔ موسیقی کند و از همان سربازانی که آموزش داده بود، به‌عنوان معلم استفاده کرد. فعالیت این مدرسه باعث جذب تعدادی زیادی هنرجو از شهرهای اطراف شد و عده‌ای از این سربازان پس از پایان خدمت نیز به فعالیت حرفه‌ای در موسیقی ادامه دادند. در مقابل، مدیران هنرستان موسیقی در تهران که از کمبود شدید آموزگار موسیقی رنج می‌بردند، طی نامه‌ای به مهرداد پهلبد، وزیر فرهنگ و هنر آن زمان، خواهان انتقال روشن‌روان طی مراحل قانونی به تهران شدند. با این تقاضا موافقت شد، اما روشن‌روان که زحمات زیادی برای سربازان و ارکسترها کشیده بود، ترکِ هنرجویان را در آن موقعیت به نفع آنان نمی‌دانست، بنا‌ بر این، او پس از دریافت نامهٔ انتقال که فرصت داشت بعد از ۴۸ ساعت خود را به تهران معرفی کند، آن را نادیده گرفت و نرفت. پس از گذشت دو هفته از تاریخ نامه، وی از طرف آجودانی دستگیر و با اجبار به تهران منتقل شد. بدین‌ترتیب بقیهٔ خدمت سربازی را با تدریس در هنرستان، به پایان رساند.

#### تحصیل در آمریکا

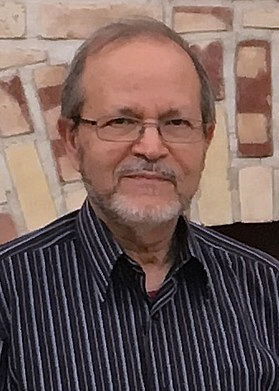
کامبیز روشن‌روان، خانه سینما، ۱۳۹۶

او بلافاصله پس از پایان خدمت، عزم و ارادهٔ خود را بر این پایه نهاد که حتماً و باید برای ادامهٔ تحصیلات به آمریکا برود. پیشتر استادِ آهنگسازی وی (توماس کریستیان داوید) در دانشگاه تهران، به او توصیه کرده بود با وی به اتریش بیاید و در آکادمی موسیقی وین ادامهٔ تحصیل بدهد. اما روشن‌روان که می‌دانست سطح آموزشِ مکتبِ وین، در محدودهٔ موسیقی قرن هجدهم و نوزدهم است و چون علاقه داشت موسیقی معاصر و موسیقی قرن بیستم را فرا بگیرد، معتقد بود دانشگاه‌های آمریکا یا فرانسه، جای بهتری برای فراگیری این سبک است. وی با دانشگاه‌های مختلف و معتبرِ آمریکا برای اخذ پذیرش مکاتبه کرد و تقاضای او جهت تحصیل در مقطع فوق لیسانس، در همهٔ گزینه‌ها پذیرفته شد. اما بازهم دچار مشکل شد؛ مسئولان هنرستان پس از آگاهی از این امر، پنهانی از مهرداد پهلبد، وزیر فرهنگ و هنر که برادرش (تیمسار مین‌باشیان) فرماندهٔ نیروی زمینی ارتش بود، خواستند به علت کمبود معلم، با بهانه‌ای از تحویل کارت پایان خدمت به روشن‌روان تا تعیینِ معلمِ جایگزین، خودداری کنند. بدین‌ترتیب روشن‌روان سالِ تحصیلی را از دست داد و وقتی از اقدامِ مدیران هنرستان آگاه شد، با پیگیری‌های بسیار سرانجام موفق شد با دریافت کارت پایان خدمت، مجوز خروج از کشور را به‌دست‌آورد و بعد از یک سفر شش‌ماهه به لندن برای فراگیری زبان انگلیسی و بازگشت به ایران، با یک سال تأخیر و بدون اطلاع به هنرستان، کشورش را به مقصد آمریکا برای تحصیل در دانشگاه جنوب کالیفرنیا (USC)، ترک کرد.
وی در طولِ دوران تحصیل فقط یک بار برای ازدواج به ایران آمد و مجدداً با همسرش به آمریکا برگشت. او که در این دانشکده رشتهٔ اصلی‌اش آهنگسازی و رشتهٔ دومش رهبری ارکستر بود، علاوه بر اخذ فوق لیسانس و دریافت جایزهٔ اول آهنگسازی به‌خاطر نوشتنِ پایان‌نامه، رهبری بعضی از ارکسترهای دانشجویی را هم به‌عهده داشت. همچنین در بخش موسیقی ایرانی دانشگاه کالیفرنیا، لس آنجلس (UCLA)، نیز مدتی تدریس می‌کرد و به دانشجویان، ردیف موسیقی ایرانی، سنتور و تنبک آموزش می‌داد.

### فعالیت‌ها

#### دوران پهلوی
فعالیت حرفه‌ای کامبیز روشن‌روان در این دوران را می‌توان به سه بخشِ نوازندگی، تدریس و آهنگسازی تقسیم کرد. شروع فعالیت او از سال ۱۳۴۵ و در سال آخر هنرستان، با تدریس در دانشسرای هنر آغاز ‌شد. وی علاوه بر تدریس، با نوازندگی در کنسرت‌ها، همکاری با ارکستر مجلسی تلویزیون ملی ایران، «ارکستر صبا» به رهبری حسین دهلوی و دیگر گروه‌های موسیقی، به گسترشِ فعالیت‌های خود ادامه داد. او آهنگسازی را نیز همراه با دیگر فعالیت‌هایش شروع کرد و بعضی از ساخته‌های خود را در همین کنسرت‌ها به اجرا گذاشت. وی در سال ۱۳۵۳، به سفارش کانون پرورش فکری کودکان و نوجوانان اولین آثار خود را در قالب آلبوم با نام‌های پسرک چشم آبی، اتل متل توتوله و موسیقی روی اشعار ابوسعید ابوالخیر انتشار داد. در همین سال، با ساخت نخستین موسیقی متن برای فیلم کوتاه مسافر، ساختهٔ عباس کیارستمی، وارد دنیای سینما ‌شد. درسال ۱۳۵۴، ده صفحه گرامافون از ردیف هفت دستگاه موسیقی ایرانی را با خوانندگی محمدرضا شجریان و نوازندگان سرشناس موسیقی سنتی آن دوران، بر اساس ردیف موسی معروفی، نوشته، تهیه، نظارت، اجرا و منتشر ‌کرد. او همچنین در سال‌های ۱۳۵۴ و ۱۳۵۵، به همکاری با فیلمسازان دیگری از جمله نفیسه ریاحی (مداد بنفش)، امیر نادری (مرثیه) و خسرو هریتاش (ملکوت) پرداخت و توانست موقعیت خود را به‌عنوان آهنگساز تثبیت کند.

#### پس از انقلاب

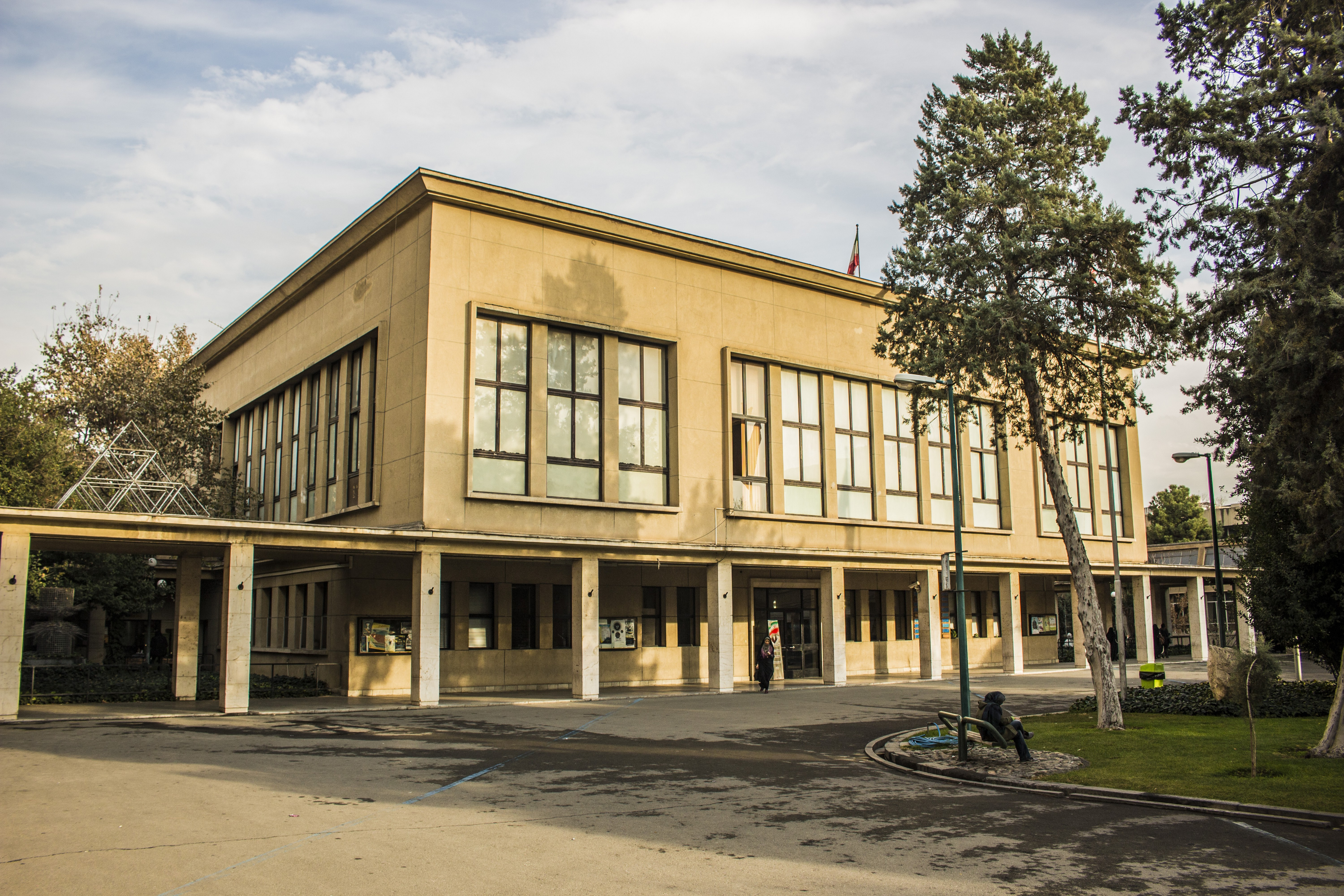
نمای بیرونی از ساختمان دانشکده هنرهای زیبا، محل تحصیل و تدریسِ کامبیز روشن‌روان

هنگام وقوع انقلاب اسلامی، روشن‌روان مشغول تحصیل در آمریکا بود. او که تحت تأثیر وقایع ایران قرار گرفته بود، تصمیم گرفت پایان‌نامه‌اش را با نام و موضوع جمعه خونین (مرثیه برای شهدای ۱۷ شهریور) در سبک موسیقی آوانگارد، تصنیف کند. وی که قصد داشت تحصیل در مقطع دکترا را ادامه دهد و ضمن اینکه بورسیهٔ تحصیلی وی نیز قطع شده بود، جشن فارغ‌التحصیلی و مراسم دریافت جایزهٔ اول آهنگسازی را رها کرد در آذرماه سال ۱۳۵۸، به اتفاق همسرش به ایران برگشت. او در این باره اظهار داشت: «… بسیاری از استادان دانشگاه اصرار کردند که به ایران بازنگردم، آنها می‌گفتند که بر اثر انقلاب در حال حاضر در ایران موسیقی از وضعیت خوبی برخوردار نیست … خانواده هم می‌گفتند به ایران برنگردم … من مملکتم را به همه چیز ترجیح می‌دادم، دیگر طاقت نداشتم و قصد داشتم هر چه سریعتر به میهنم بازگردم.»
وی پس از ورود به ایران، بلافاصله قراردادی برای تدریس با دانشگاه تهران منعقد کرد، اما پس از مدتی متوجه شد که موسیقی در همهٔ ابعاد آن تعطیل شده‌است و توصیه‌ای که به او برای نرفتن به ایران شده بود، درست بوده‌است. وی در بهمن همان سال تصمیم گرفت قطعهٔ جمعه خونین را اجرا کند. اجرای این اثر با توجه به مشکلات پیش آمده ناشی از انقلاب، کار را برای او سخت کرد. در نهایت وی موفق ‌شد با فراخوان از نوازندگان ارکستر و سایر نوازندگان از گروه‌های دیگر، در زمانی که حملِ ساز نیز در اماکن عمومی ممنوع شده بود، آنها را دور خود جمع کند. سرانجام این اثر توسط ارکستر سمفونیک تهران در تالار وحدت، همراه با ۲۴۰ نوازنده و خواننده، توسط خودش رهبری و به‌مدت حدود پانزده شب، اجرا شد.

#### انقلاب فرهنگی و جنگ

جلد آلبوم موسیقی فصل ایثار، (آوازهای جنگ).

در اوایل سال ۱۳۵۹، انقلاب فرهنگی در حال شکل‌گیری بود. روشن‌روان در این زمان مشغول تدریس در دانشکده هنرهای زیبای دانشگاه تهران بود و در همین ایام، وی شاهد هجوم و حملهٔ افراد به دانشگاه، تخریب، ضرب‌وشتم و شکستن شیشه‌ها بود. در نهایت دانشگاه‌ها نیز تعطیل و او بیکار ‌شد. روشن‌روان می‌گوید: «... چون کاری نداشتم، هر روز کنجکاوانه به اطراف دانشگاه می‌رفتم تا ببینم چه اتفاقی می‌افتد و بالاخره کار به کجا کشیده می‌شود … شاهد چه جریانات و اتفاقاتی که نبودم … شاهد جشن کتاب‌سوزان بودم … شیشه کتابفروشی‌ها را می‌شکستند … این چیزی نبود که به خاطرش به ایران برگشتم و واقعاً باور کردن این موضوع برایم غیرممکن بود …» حالا دیگر همهٔ راه‌ها برای فعالیت او به بن‌بست رسیده‌ بود؛ بنابراین با مشورتِ همسرش، تصمیم گرفتند ایران را ترک کرده و مجدداً به آمریکا بروند و به تحصیل و تدریس در آنجا ادامه دهد، ولی تعطیلی سفارت آمریکا، اخذ ویزا را سه‌ماه به تأخیر انداخت. ویزا هنگامی آماده ‌شد که جنگ ایران و عراق آغاز شده و در پی بمباران فرودگاه مهرآباد، تمام مرزهای هوایی بسته شده بود. بدین‌ترتیب او در تهران ماند و سفر وی به فرجام نرسید.
با شروع جنگ و آغاز دور جدیدی از زندگی روشن‌روان با اقامت در ایران، وی قصد داشت به هر ترتیبی تولید موسیقی را بهبود و رونق دهد. در سال ۱۳۵۹، ابتدا به سراغ ساخت موسیقی فیلم رفت و اولین موسیقی متن بعد از انقلاب را برای فیلم موج طوفان و سپس برنج خونین، آهنگسازی کرد و در قبال آن دستمزدی دریافت نکرد.∗ پس از آن در حالی که حدود پنج ماه از آغاز جنگ گذشته بود، با همکاری دوستان و همکلاسی‌های سابق‌اش، به‌نام‌های محمد شمس، اسماعیل تهرانی و اسماعیل واثقی، آلبومی مشترک با موضوع جنگ ایران و عراق، به‌نام فصل ایثار با صدای سیامک علیقلی تهیه کردند و توسط کانون پرورش فکری کودکان و نوجوانان منتشر ‌شد.

#### دوران اوج

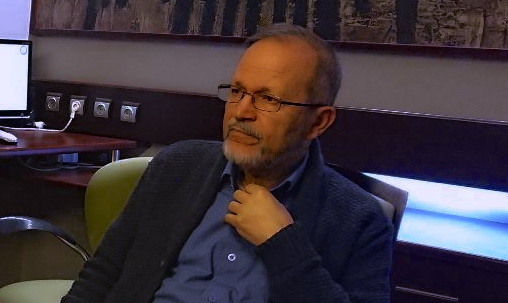
کامبیز روشن‌روان، ۱۳۹۵

با شروع دههٔ ۱۳۶۰، دانشگاه‌ها بازگشایی شد و او درسال ۱۳۶۱، به دانشگاه صدا و سیما پیوست، در همین ایام، به‌تدریج تولیدات سینمایی رونق گرفت و اولین بستری شد که آهنگسازان توانستند فعالیت کنند. روشن‌روان یکی از نخستین آهنگسازان در این سبک، بعد از انقلاب بود و خیلی زود افراد دیگری نیز وارد این عرصه شدند. او در دههٔ شصت توانست به‌عنوان یکی از پرکارترین سازندگان موسیقی فیلم شناخته شود و آثاری مانند: سفیر، گلهای داوودی، جاده‌های سرد، امیر کبیر، شاه‌شکار و … از خود برجای گذاشت.
در پی شروع فعالیت در موسیقی فیلم، روشن‌روان وارد مذاکره با مسئولان فرهنگی ‌شد تا بتواند آنان را متقاعد کند مجوز برای تولید آلبوم برای او و سایر آهنگسازان صادر کنند. سرانجام مسئولان وزارت فرهنگ و ارشاد اسلامی با انتشار این نوع آثار به‌صورت خیلی محدود موافقت کردند، اما موانع زیادی ایجاد ‌شد و این موانع تا صدا و سیما نیز امتداد داشت. استفاده از ریتم‌هایی مثل شش و هشت و فرم‌هایی مانند رنگ، چهار مضراب و ساخت هرگونه آهنگِ رقص و شادی‌آفرین، در این تولیدات ممنوع ‌گردید و انتخاب شعر نیز دچار سانسور ‌بود. اما او در نهایت موفق ‌شد با وجود مشکلات بسیار، اولین آلبوم اختصاصی و ارکسترال خود را بعد از انقلاب، در سال ۶۳–۱۳۶۲، به‌نام یادگار دوست با صدای شهرام ناظری منتشر کند.∗ در ادامه و طی سال‌های آتی، او علاوه بر همکاری با محمدرضا شجریان و شهرام ناظری، برای خوانندگانِ دیگری مانند: علیرضا افتخاری، بیژن بیژنی، محمد اصفهانی، علیرضا قربانی و … آهنگ ساخته یا تنظیم کرده‌است.
با گذشت زمان و تثبیت مراکز آموزشی، تولید آلبوم، فیلم و سریال، بر فعالیت‌های روشن‌روان هم افزوده شد. او علاوه بر آهنگسازی برای آلبوم، موسیقی صحنه‌ای و سینما، به‌طور گسترده‌ای در مراکز آموزشی معتبری چون: هنرستان‌های موسیقی (دختران و پسران)، دانشسرای هنر، دانشکده هنرهای زیبا، مرکز اسلامی آموزش فیلمسازی، دانشکده صدا و سیما، دانشکده سینما تئاتر، دانشگاه تربیت مدرس، دانشگاه هنر، دانشگاه آزاد اسلامی و … به تدریس در حوزهٔ موسیقی و سینما پرداخته‌است. او که در زمینهٔ آموزش و آهنگسازی کوشش مستمری داشته‌است، در طولِ زندگی هنری، بارها مورد تقدیر قرار گرفته و جوایز متعددی از جشنواره‌های مختلف داخلی و خارجی کسب کرده‌است. همچنین در سال ۱۳۸۳، مدرک درجه یک هنری از طرف وزارت فرهنگ و ارشاد اسلامی به وی اهدا شد. به‌خاطر سال‌ها تجربه در زمینهٔ آموزش، تألیف کتاب، انتشار جزوه، مقاله و سخنرانی‌های علمی، از وی به‌عنوان موسیقی‌دانی صاحب‌نظر، در مباحث تئوریک و هارمونی یاد می‌کنند.

#### مسئولیت‌ها و فعالیت صنفی

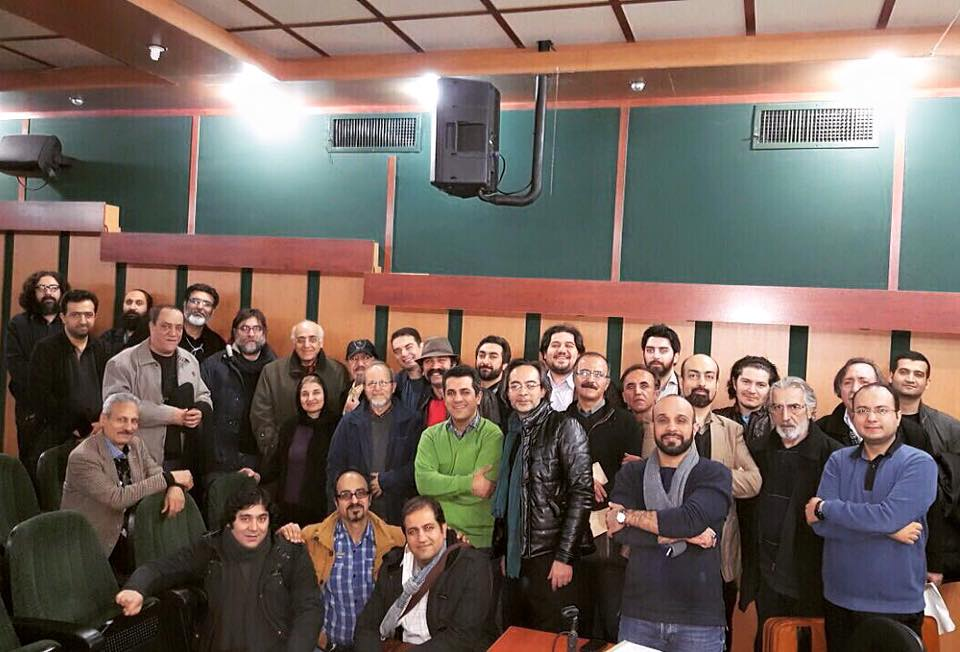
کامبیز روشن‌روان در کنار اعضای کانون آهنگسازان سینمای ایران (۱۳۹۴)، در این مجمع عمومی او مجدداً به ریاست این صنف انتخاب شد.

روشن‌روان دههٔ شصت را با پرکاری در امر آموزش و آهنگسازی پشت سر ‌گذاشت. در این زمان و با شروع دههٔ هفتاد، او احساس کرد هنرستان‌ها پاسخگوی انبوه متقاضیان و هنرجویان جدید موسیقی نیستند و لازم است تا آموزشگاه‌های خصوصی جدیدی تأسیس شود. او تصمیم گرفت با متولیان فرهنگی وارد مذاکره شود و در این راه به نتیجه رسید و با حضور در شوراها و قبولِ بعضی مسئولیت‌ها مانند عضویت در: شورای مرکزی نظارت بر آموزشگاه‌های آزاد هنری، شورای عالی هنرستان‌های هنری، شورای عالی موسیقی (وزارت فرهنگ و ارشاد اسلامی)، شورای برنامه‌ریزی و نظارت بر آموزش موسیقی سازمان صدا و سیما، کمیته برنامه‌ریزی هنر ستاد انقلاب فرهنگی، این امر را تسریع ‌بخشید و خود نیز در سال ۱۳۷۷، اقدام به تأسیس یک آموزشگاه خصوصی ‌کرد. او می‌گوید نتیجهٔ این کار، تا زمانی که او در شوراها حضور داشته‌است (۱۳۸۵)، منجر به ایجاد و صدور مجوز برای تعداد زیادی آموزشگاه موسیقی در سراسر کشور ‌شد.
در سال ۱۳۷۲ و با تأسیس خانه سینما، نهادهای مستقل صنفی در رشته‌های مختلف سینمایی شکل گرفت. او نیز در این راه پیش‌قدم شد و با کمک چند نفر از همکارانش، اقدام به تأسیس تشکّلی به‌نام کانون آهنگسازان سینمای ایران ‌کرد و پس از آن فعالیت خود را در خانه سینما متمرکز کرد. بعد از مدتی علاوه بر ریاست کانون آهنگسازان، یک دوره به عضویت هیئت مدیره خانه سینما در‌آمد (۷۹–۱۳۷۷) و چند سال نیز مدیر مسئول «نشریه سینما» (۸۱–۱۳۷۷) ‌شد. او پس از موفقیتی که در خانه سینما و گردهم‌آوردنِ آهنگسازان سرشناس موسیقی فیلم در یک نهادِ صنفی به‌دست آورده بود، در سال ۱۳۷۸، از طرف مدیر کل موسیقی وزارت ارشاد دعوت ‌شد تا برای سایر رشته‌های موسیقی و با کمک همکاران خود اقدام به تأسیس خانه موسیقی کند. وی که از افراد هیئت مؤسس خانه موسیقی بود، پس از تشکیل آن، به‌عنوان عضو و ریاست هیئت مدیره انتخاب ‌شد. او به‌تدریج از فعالیت خود در خانه سینما ‌کاست و فعالیت خود را در خانه موسیقی افزایش ‌داد. به‌همین دلیل از سال ۱۳۸۰ تا ۱۳۸۳ به ریاست «کانون مدرسان» و از سال ۱۳۸۳ تا ۱۳۸۵ به ریاست «کانون آهنگسازان و رهبران ارکستر» خانه موسیقی انتخاب و در سال ۱۳۸۳، به مدیرعاملی این خانه نیز منصوب شد. او همچنین در تأسیس خانه هنرمندان به‌عنوان عضو هیئت مؤسس و هیئت مدیره مشارکت داشت و بدین‌ترتیب همکاری و فعالیت‌های صنفی او در تشکیل و تاسیسِ خانه‌های سه‌گانهٔ هنری، با نوشتن آیین‌نامه‌ها و اساسنامه‌های مختلف و پذیرشِ مسئولیت‌ها، تکمیل شد.
فعالیت‌های روشن‌روان در جامعهٔ موسیقی فقط به کارهای صنفی محدود نمی‌شود و او در بسیاری از جشنواره‌ها و مراکز فرهنگی به‌عنوان عضو هیئت داوران یا کارشناس حضور دارد مانند عضویت در: هیئت داوران جشنواره‌های موسیقی فجر (۶۸–۱۳۷۹)، هیئت داوران جشنواره‌های موسیقی جوان (۸۲–۱۳۷۰)، هیئت داوران جشنواره‌های موسیقی دفاع مقدس (۸۳–۱۳۷۰)، رئیس هیئت داوران اولین جشنواره موسیقی معلولین (۱۳۷۹) و عضو هیئت داوران جشن‌های خانه سینما. او همچنین نایب رئیس «کمیته ملی موسیقی» وابسته به یونسکو در ایران بوده‌است. سرانجام وی در سال ۱۳۸۵ که در استخدام دانشگاه صدا و سیما بود، بازنشسته ‌شد و در پی آن از اکثر مسئولیت‌های صنفی و هنری کناره‌گیری ‌کرد. او علت این کار را خستگی ناشی از سال‌ها فعالیت مدام دانست و گفت قصد دارد با تجدید قوا، به ایده‌ها و کارهای برجا ماندهٔ آهنگسازی و تألیف بپردازد و همچنین در کنار خانواده باشد. فرصتی که طی سال‌های قبل از آن، برایش به وجود نیامده بود.

### زندگی خصوصی

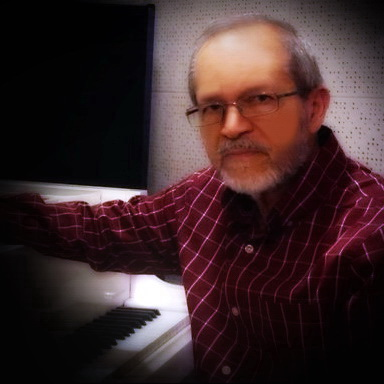
کامبیز روشن‌روان، ۱۳۹۸

کامبیز روشن‌روان با «آذر افروز» ازدواج کرده‌است. آنها دو دختر (هیوا و هیلا) و دو پسر (هومن و علی) دارند. او بخشی از موفقیت‌هایش را مدیون حمایتِ همسرش می‌داند. وی در زندگی شخصی و به‌خاطر فعالیت‌های شدید روزانه در امورِ آموزشی، نوازندگی و ضبط موسیقی، کارهای آهنگسازی را بعد از نیمه شب انجام می‌داده‌است. به‌همین دلیل برای بیدار ماندن، با افراط در نوشیدن قهوه و دوشِ آب سرد، به بیماری‌های متعددی مانند: سردرد، تب‌های بالا، سینوزیت و سپس به دیابت مبتلا ‌شد که هنوز ادامه دارد. او اشاره می‌کند در طول فعالیت‌های هنری‌اش، همیشه دچار بی‌خوابی بوده‌است و با درمانِ پزشکان، ‌توانست ۳ ساعت در شبانه‌روز بخوابد که در دوران بازنشستگی، به ۴ ساعت افزایش یافته‌است. با این حال او اظهار می‌دارد اگر یک بار دیگر به دنیا بیاید، باز هم موسیقی را انتخاب می‌کند و می‌گوید:
«... با تمام توان، به دنبال عشقی رفته‌ام که از کودکی در قلب و روحم جای گرفته و مرا تا امروز به دنبال خود کشیده‌است … راهی طولانی، سخت و پرفراز و نشیب است … دورهٔ جوانی، شادی‌ها و لذت‌های آن را نداشته‌ام … کار و تلاش زیاد و نداشتن زندگی عادی، سلامتی‌ام را به خطر انداخته، ولی در مقابل آنچه به‌دست آورده‌ام، راضی‌ام … اگر آنچه از دست داده‌ام در یک کفهٔ ترازو و آنچه به دست آورده‌ام را در کفهٔ دیگر قرار دهم، نقشی که در پیشبرد موسیقی ایران داشته‌ام، به‌مراتب سنگین‌تر است …»

## آهنگسازی

### سبک
«... در اینکه او معلم موسیقیِ برترِ جامعه است، حرفی نیست! در اینکه آهنگساز مطرح سرزمین ماست و یکی از اساتید گرانقدر دانشگاه بوده و سال‌ها در این مکان زحمت کشیده و آثارش زبانزد همه است و همگان می‌شنوند و لذت می‌برند، حرفی نیست … من خود به‌عنوان موسیقی‌دان چندین بار یادگار دوست را شنیده‌ام. بعضی چیزها از یک هنرمند به‌جا می‌ماند که هیچگاه فراموش نمی‌شود، مثلاً سکانس معروف گل‌های داوودی که کامبیز روشن‌روان، موسیقی درخشانی با تغییر تنالیته برای آن، ساخته‌است …»

فریدون شهبازیان
سبک موسیقی روشن‌روان به‌خاطر آهنگسازی برای فرم‌های مختلف موسیقی، با الهام از فرهنگ ایرانی و غربی ابعاد گسترده‌ای دارد. در آثار وی از کارهای ارکسترال تا موسیقی فیلم و موسیقی آوازی، می‌توان شیوه‌های متفاوتی از: موسیقی کلاسیک غربی، سنتی ایرانی، محلی، مدرن، معاصر، آوانگارد و گاهی پاپ (در موسیقی فیلم)، مشاهده کرد. او خودش را معلم و آهنگساز می‌داند و به‌دلیل تجربه‌ای که در آموزش و آهنگسازی داشته‌است، از هارمونی و ارکستراسیون متفاوتی نسبت به روالِ معمولِ آن استفاده می‌کند. نوازندگی با دو ساز غربی و ایرانی، باعث شد از همان ابتدای تحصیلات موسیقی، با هر دو مکتب آشنایی کامل پیدا کند و در آثارش از تلفیق این سبک‌ها، بهره ببرد. به‌عنوان مثال، وی اشاره می‌کند در اثری که ارکستر ملی ایران برای تنظیم آهنگی سنتی از حسن کسایی به او سفارش داده بودند، تماماً از آکوردهای خوشه‌ای که دارای فواصلی کاملاً غربی و نامطبوع است، استفاده کرده‌است.
روشن‌روان در کارهایش با بهره‌گیری از همهٔ تکنیک‌ها برای بیان و سبک شخصیِ خودش به آهنگسازی پرداخت. به‌عنوان نمونه، در فیلم‌های برنج خونین و سرزمین آرزوها از سه سبکِ موسیقی کلاسیک، سنتی و پاپ مایه گرفت. در سریال‌های امیرکبیر و شاه‌شکار با استفاده از تم یادآور، از دو دستگاه ماهور و همایون، با تلفیقی از سازبندی و هارمونی غربی، همزمان استفاده کرد. در سمفونی فلک‌الافلاک که با موضوع جنگ ایران و عراق ساخته شده‌است، تلفیقی از موسیقی غربی، سنتی و محلی را به همراه دارد، موومان اول در فرم سونات است، اما تم اصلی که آرامش قبل از جنگ را توصیف می‌کند، آواز دشتی است، که با هجوم نیروهای عراقی، به الگوی موسیقی معاصر تغییر می‌کند، در موومان دوم یا آهسته، تم اول، ملودی محلی و لری «تفنگ» است که بیانگر غم و اندوه بعد از ویرانی و استقامت پس از آن است. موومان سوم حماسی است و با ترانهٔ محلی «دایه دایه» به موومان چهارم وصل می‌شود، موومان چهارم نیز ابتدا با ملودی «دایه دایه» به‌عنوان «تم اول» و در ادامه با کنترپوانی که بر اساس این ملودی بدست آمده، قطعه وارد یک فوگ چهار صدایی و «تم دوم» می‌شود، در ادامه، بعد از بسط و گسترش، تم اول (دایه دایه) و تم دوم (فوگ)، همزمان شنیده می‌شوند و سمفونی با خلاصه‌ای از موومان‌های قبلی، به‌پایان می‌رسد. در آلبوم ساقی‌نامه ۱ و ۲، به سراغ فضایی سنتی و موسیقی ردیف رفت و با آنکه این آهنگ گوشه‌ای در دستگاه ماهور است، با استفاده از ریتم و میزان‌های متفاوتِ موسیقی قدیم ایران که ناشناخته مانده‌است، در اکثر دستگاه‌های ایرانی نیز آن را اجرا کرد. در مقابل، برای توصیف قطعهٔ «جمعه خونین» (مرثیه برای شهدای ۱۷ شهریور) موسیقی آوانگارد را انتخاب کرد و با استفاده از ۱۲۰ نوازنده، ۴۸ خوانندهٔ گروه کر، گروه کر کودکان، چهار تکخوان، یک روایتگر، نوار الکترونیکی و فقط یک سنتور، گرایش و علاقهٔ خود را به انواع سبک‌های موسیقی نشان داد.

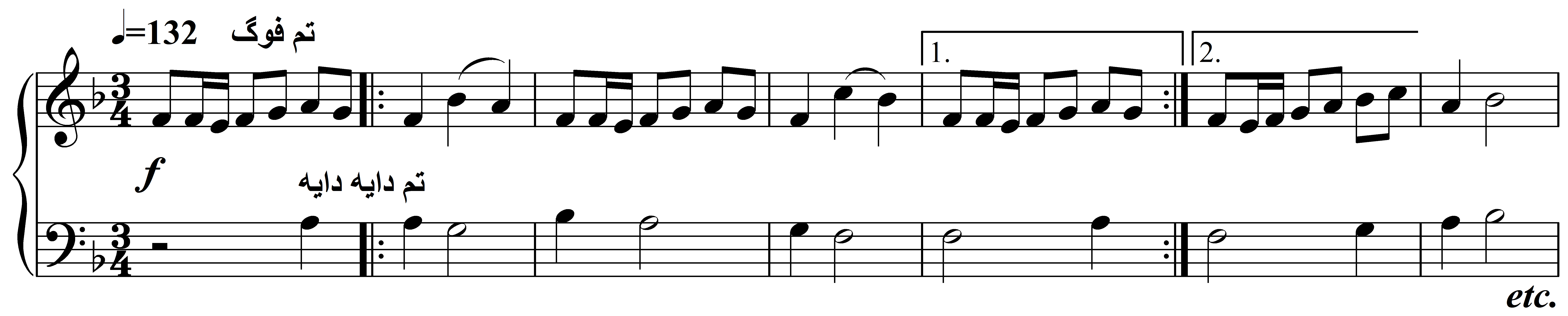
هفت میزان از سمفونی فلک‌الافلاک، موومان
چهارم، در این مثال ملودی دایه دایه و فوگ همزمان شنیده می‌شوند.
بی‌قاب|وسط

روشن‌روان می‌گوید در موسیقی غربی، تحت‌تاثیر آهنگسازانی مانند: باخ، موتسارت، بتهوون، چایکوفسکی، راخمانینف، استراوینسکی و پندرسکی بوده‌است. وی در موسیقی ایرانی نیز از روح‌الله خالقی، حسین دهلوی و احمد پژمان نام می‌برد و یادآور می‌شود که از سبک موسیقی آنان تأثیر زیادی پذیرفته‌است. او خود را عاشق موسیقی سنتی و محلی ایران می‌داند و اعلام می‌کند در اکثر آثارش از این دو منبع استفاده کرده‌است. اما روشن‌روان سرچشمهٔ اصلی الهام خودش را در آهنگسازی، هنر نقاشی ذکر می‌کند و می‌گوید با مشاهدهٔ این آثار در سبک‌های مختلف، سعی می‌کند هرچه بیشتر به موسیقی تصویری نزدیک شود.

### معرفی آثار
«... من از زمانی که در هنرستان بودم و آهنگسازی می‌کردم، به‌خاطر آشنایی با موسیقی ایرانی و موسیقی کلاسیک غربی، همواره دست به تلفیق سازهای ایرانی و غربی می‌زدم و موسیقی‌ای که می‌نوشتم مبتنی بر موسیقی سنتی، فرهنگ خودمان و سازهای ایرانی به‌اضافهٔ سازهای کلاسیک غربی بود. حالا ممکن است این سؤال مطرح شود که چرا از سازهای غربی استفاده می‌کردم؟ به‌خاطر اینکه موسیقی را بهتر و کامل‌تر بیان کند. از ابتدا تلاشم این بود که یکی از غیرممکن‌های موجود در موسیقی ایران را ممکن کنم … ما باید هم‌زمان با موسیقی دنیا پیش برویم، اما رنگ‌وبوی موسیقی خودمان را نیز حفظ کنیم …»

کامبیز روشن‌روان
آثار روشن‌روان به چهار بخشِ ارکسترال و مجلسی، آموزشی، موسیقی فیلم و آلبوم تقسیم می‌شود. در بخش ارکسترال و مجلسی، آثاری گوناگونی در فرم‌های موسیقی کلاسیک و موسیقی سنتی تصنیف کرده‌است و تعدادی از این آثار توسط ارکسترهای معتبر ایرانی و خارجی اجرا شده‌است و برخی نیز به صورت آلبوم انتشار یافته‌است. مانند کنسرتو برای فلوت و ارکستر زهی که قبل از انقلاب با تکنوازی آهنگساز، توسط ارکستر ژونس موزیکال به رهبری علی رهبری بارها در تهران و شهرستان‌ها اجرا شد و بعد از انقلاب نیز اجراهای متعددی داشت؛ از جمله اجرا با «ارکستر کامه راتا» به رهبری کیوان میرهادی و تکنوازی کلاریز کشاورز، که در بیست‌وچهارمین جشنواره موسیقی فجر به روی صحنه رفت ولی هنوز انتشار نیافته‌است. همچنین قطعهٔ جمعه خونین، به رهبری خودش با ارکستر سمفونیک تهران (۱۳۵۹) اجرا شد و این اثر نیز تاکنون منتشر نشده‌است. در سال ۱۳۸۱، پوئم سمفونی پرواز، با همراهی ارکستر سمفونیک لندن و سازهای ایرانی در سالن «رویال فستیوال هال» این شهر اجرا شد و آلبوم آن نیز همراه با پارتیتور اثر، انتشار یافت. در سال ۱۳۸۸، یک اثر او با نام موسیقی روی اشعار خیام توسط «گروه مجلسی هلند» که یک گروه کر است، به مدت سه شب در شهر آمستردام اجرا شد. اولین اجرای جهانی قطعهٔ «همه ایرانم»، در ششم ژانویه ۲۰۱۸، در «شبِ موسیقی ایرانی» با ارکستر سمفونیک اپرای ونکوور به اجرا درآمد. اجرای مجدد این اثر، در اردیبهشت سال ۱۳۹۸، توسط ارکستر کنسرواتوار چایکوفسکی مسکو به رهبری جرمی واکر اجرا و ضبط شد و در بهار سال ۱۳۹۹، از طرف تلویزیون رسمی این کنسرواتوار، به‌عنوان کنسرت برگزیده به صورت آنلاین بازپخش گردید.

جلد کتاب هارمونی جامع کاربردی، اثر: کامبیز روشن‌روان

او اولین کارش در سینما را با فیلم مسافر در سال ۱۳۵۳، به کارگردانی عباس کیارستمی آغاز کرد و در طول فعالیت‌هایش، ساخت بیش از یکصد موسیقی متن برای فیلم‌های سینمایی، مجموعه تلویزیونی و پویانمایی را انجام داده و با کارگردانانی همچون امیر نادری، خسرو هریتاش، فریبرز صالح، سعید نیکپور، پوران درخشنده، مهدی فخیم‌زاده، تهمینه میلانی، رسول صدرعاملی، مجتبی راعی، یداله صمدی و … همکاری داشته‌است. او برخی از این آثار را در قالب آلبوم یا پارتیتور منتشر کرده‌است و جوایز متعددی برای بهترین موسیقی فیلم از جشنواره‌های مختلف سینمایی ربوده‌است.
روشن‌روان آلبوم‌های متفاوتی در سبک‌های گوناگون منتشر کرده‌است. اولین کار منتشر شده ساختهٔ وی، آلبوم پسرک چشم آبی اثر فرشید مثقالی در قالب صفحه گرامافون بود که توسط کانون پرورش فکری کودکان و نوجوانان انتشار یافت و پس از آن بسیاری از آثار او در حوزهٔ موسیقی کودک، به سفارش این کانون نشر یافته‌است. اکثر آثار روشن‌روان در قالب آلبوم، متعلق به بعد از انقلاب است که حدود ۲۵ آلبوم را در بر می‌گیرد. بیشتر این آثار موسیقی آوازی هستند و تعدادی آلبوم بی‌کلام نیز وجود دارد که موسیقی متن، یا آثاری ارکسترال مانند سمفونی فلک‌الافلاک را شامل می‌شود. در این میان، آلبوم‌هایی وجود دارند که فقط تنظیم‌های آن توسط روشن‌روان انجام گرفته‌است مانند: تنها ماندم اثر همایون خرم، رفتم و بار سفر بستم اثر علی تجویدی و دود عود اثر پرویز مشکاتیان (روشن‌روان اظهار می‌دارد یکی از آهنگ‌های این آلبوم، «قطعهٔ سنتور و ارکستر»، آهنگساز و تنظیم‌کننده خودش بوده‌است که در بروشور دود عود، به آن اشاره نشده‌است).
در حوزهٔ تألیف و آموزش موسیقی، وی به خاطر شروع زودهنگامِ فعالیت آموزشی و تدریس از دوران هنرستان و قبل از اخذ دیپلم، آثار مکتوب و زیادی در قالب کتاب، جزوه و مقاله تألیف کرده‌است. همچنین آثاری صوتی و تصویری مانند سخنرانی‌ها، برنامه‌های آموزشی در صدا و سیما از وی به ثبت رسیده‌است. اما مهم‌ترین اثر او کتاب هارمونی جامع کاربردی است که روشن‌روان می‌گوید: «حاصل ۴۵ سال فعالیت در زمینه آموزشی است» و فرهاد فخرالدینی معتقد است: «با این کتاب می‌توان موسیقی قرن بیستم را شناخت». وی ضمن چاپ پارتیتور برخی از آثارش، برخی دیگر از پارتیتورها را نیز به‌صورت آنلاین و رایگان در اختیار علاقه‌مندانش قرار داده‌است.
| فهرست آثار کامبیز روشن‌روان   | فهرست آثار کامبیز روشن‌روان                                                                                    | فهرست آثار کامبیز روشن‌روان                                                                                    | فهرست آثار کامبیز روشن‌روان                                                                                    | فهرست آثار کامبیز روشن‌روان                                                                                    | فهرست آثار کامبیز روشن‌روان                                                                                    | فهرست آثار کامبیز روشن‌روان                                                                                    | فهرست آثار کامبیز روشن‌روان                                                                                    | فهرست آثار کامبیز روشن‌روان                                                                                    | فهرست آثار کامبیز روشن‌روان  |
| آثار ارکسترال، مجلسی و سولو  | آثار ارکسترال، مجلسی و سولو                                                                                   | آثار ارکسترال، مجلسی و سولو                                                                                   | آثار ارکسترال، مجلسی و سولو                                                                                   | آثار ارکسترال، مجلسی و سولو                                                                                   | آثار ارکسترال، مجلسی و سولو                                                                                   | آثار ارکسترال، مجلسی و سولو                                                                                   | آثار ارکسترال، مجلسی و سولو                                                                                   | آثار ارکسترال، مجلسی و سولو                                                                                   | آثار ارکسترال، مجلسی و سولو |
| شماره                        | نام قطعه | نام قطعه | نام قطعه | منبع | شماره | نام قطعه | نام قطعه | نام قطعه | منبع                        |
| ---------------------------- | --- | --- | --- | --- | --- | --- | --- | --- | --------------------------- |
| ۱                            | پرلود و روندو برای پیانو                                                                                      | پرلود و روندو برای پیانو                                                                                      | پرلود و روندو برای پیانو                                                                                      | [ ۹۰ ] | ۱۱ | کوارتت زهی | کوارتت زهی | کوارتت زهی | [ ۵۰ ]                      |
| ۲                            | کنسرتو برای فلوت و ارکستر زهی                                                                                 | کنسرتو برای فلوت و ارکستر زهی                                                                                 | کنسرتو برای فلوت و ارکستر زهی                                                                                 | [ ۹۰ ] | ۱۲ | سونات برای ویولا و پیانو                                                                                      | سونات برای ویولا و پیانو                                                                                      | سونات برای ویولا و پیانو                                                                                      | [ ۵۰ ]                      |
| ۳                            | ۱۲ واریاسیون روی ۱۲ صدا برای فلوتِ تنها                                                                        | ۱۲ واریاسیون روی ۱۲ صدا برای فلوتِ تنها                                                                        | ۱۲ واریاسیون روی ۱۲ صدا برای فلوتِ تنها                                                                        | [ ۹۰ ] | ۱۳ | خنیاگران خون (برای ارکستر سمفونیک، سازهای ایرانی، گویندگان و خواننده)                                         | خنیاگران خون (برای ارکستر سمفونیک، سازهای ایرانی، گویندگان و خواننده)                                         | خنیاگران خون (برای ارکستر سمفونیک، سازهای ایرانی، گویندگان و خواننده)                                         | [ ۵۰ ]                      |
| ۴                            | سه‌گاه برای بیست ساز زهی                                                                                       | سه‌گاه برای بیست ساز زهی                                                                                       | سه‌گاه برای بیست ساز زهی                                                                                       | [ ۹۰ ] | ۱۴ | مینیاتورها برای هفت تنبک                                                                                      | مینیاتورها برای هفت تنبک                                                                                      | مینیاتورها برای هفت تنبک                                                                                      | [ ۵۰ ]                      |
| ۵                            | کوارتت برای سازهای کوبه‌ای ایرانی                                                                              | کوارتت برای سازهای کوبه‌ای ایرانی                                                                              | کوارتت برای سازهای کوبه‌ای ایرانی                                                                              | [ ۹۰ ] | ۱۵ | سمفونی فلک‌الافلاک                                                                                             | سمفونی فلک‌الافلاک                                                                                             | سمفونی فلک‌الافلاک                                                                                             | [ ۵۰ ]                      |
| ۶                            | جمعه خونین (مرثیه برای شهدای ۱۷ شهریور)                                                                       | جمعه خونین (مرثیه برای شهدای ۱۷ شهریور)                                                                       | جمعه خونین (مرثیه برای شهدای ۱۷ شهریور)                                                                       | [ ۹۰ ] | ۱۶ | پوئم سمفونی پرواز (از خیام تا مولوی)                                                                          | پوئم سمفونی پرواز (از خیام تا مولوی)                                                                          | پوئم سمفونی پرواز (از خیام تا مولوی)                                                                          | [ ۵۰ ]                      |
| ۷                            | انقلاب (برای سازهای بادی برنجی و کوبه‌ای)                                                                      | انقلاب (برای سازهای بادی برنجی و کوبه‌ای)                                                                      | انقلاب (برای سازهای بادی برنجی و کوبه‌ای)                                                                      | [ ۹۰ ] | ۱۷ | همه ایرانم (برای ارکستر سمفونی، سازهای ایرانی و خواننده)∗                                                     | همه ایرانم (برای ارکستر سمفونی، سازهای ایرانی و خواننده)∗                                                     | همه ایرانم (برای ارکستر سمفونی، سازهای ایرانی و خواننده)∗                                                     | [ ۵۰ ]                      |
| ۸                            | آزادی (برای گروه کر و پیانو)                                                                                  | آزادی (برای گروه کر و پیانو)                                                                                  | آزادی (برای گروه کر و پیانو)                                                                                  | [ ۹۰ ] | | | | |                             |
| ۹                            | سوئیت برای پیانو                                                                                              | سوئیت برای پیانو                                                                                              | سوئیت برای پیانو                                                                                              | [ ۹۰ ] | | | | |                             |
| ۱۰                           | تریو بادی | تریو بادی | تریو بادی | [ ۹۰ ] | | | | |                             |
| فیلم‌های سینمایی              | | | | | | | | |                             |
| شماره                        | نام فیلم | کارگردان | سال | منبع | شماره | نام فیلم | کارگردان | سال | منبع                        |
| ۱                            | مسافر | عباس کیارستمی                                                                                                 | ۱۳۵۳ | [ ۹۱ ] | ۵۱ | شقایق | مجید قاری‌زاده                                                                                                 | ۱۳۷۰ | [ ۹۲ ]                      |
| ۲                            | مداد بنفش | نفیسه ریاحی                                                                                                   | ۱۳۵۴ | [ ۹۱ ] | ۵۲ | پرواز در نهایت                                                                                                | محمدمهدی عسگرپور                                                                                              | ۱۳۷۰ | [ ۹۲ ]                      |
| ۳                            | گوسفند قربانی                                                                                                 | مهرداد تدین                                                                                                   | ۱۳۵۵ | [ ۹۱ ] | ۵۳ | هور در آتش | عزیزالله حمیدنژاد                                                                                             | ۱۳۷۰ | [ ۹۲ ]                      |
| ۴                            | ملکوت | خسرو هریتاش                                                                                                   | ۱۳۵۵ | [ ۹۱ ] | ۵۴ | طوطی و بقال (عروسکی)                                                                                          | عبداله علیمراد                                                                                                | ۱۳۷۰ | [ ۹۲ ]                      |
| ۵                            | مرثیه | امیر نادری | ۱۳۵۵ | [ ۹۱ ] | ۵۵ | مستأجر | رحیم رحیمی‌پور                                                                                                 | ۱۳۷۱ | [ ۹۲ ]                      |
| ۶                            | موج طوفان | منوچهر احمدی                                                                                                  | ۱۳۵۹ | [ ۹۱ ] | ۵۶ | چشمهایم برای تو                                                                                               | خسرو شجاعی | ۱۳۷۱ | [ ۹۲ ]                      |
| ۷                            | برنج خونین | امیر قویدل | ۱۳۶۰ | [ ۹۱ ] | ۵۷ | سمفونی تهران                                                                                                  | رسول صدرعاملی                                                                                                 | ۱۳۷۲ | [ ۹۲ ]                      |
| ۸                            | سفیر | فریبرز صالح                                                                                                   | ۱۳۶۱ | [ ۹۱ ] | ۵۸ | راز گل شب‌بو                                                                                                   | سعید خورشیدیان                                                                                                | ۱۳۷۲ | [ ۹۲ ]                      |
| ۹                            | مس فلز سیاسی (مستند)                                                                                          | علی یعقوبی | ۱۳۶۱ | [ ۹۱ ] | ۵۹ | همسر | مهدی فخیم‌زاده                                                                                                 | ۱۳۷۲ | [ ۹۲ ]                      |
| ۱۰                           | دیار عاشقان                                                                                                   | حسن کاربخش | ۱۳۶۲ | [ ۹۱ ] | ۶۰ | جای امن | مجتبی راعی | ۱۳۷۲ | [ ۹۳ ]                      |
| ۱۱                           | با من حرف بزن                                                                                                 | مسعود جعفری جوزانی                                                                                            | ۱۳۶۳ | [ ۹۱ ] | ۶۱ | روزهای خوب زندگی                                                                                              | مهدی صباغ‌زاده                                                                                                 | ۱۳۷۳ | [ ۹۳ ]                      |
| ۱۲                           | تاتوره | کیومرث پوراحمد                                                                                                | ۱۳۶۳ | [ ۹۱ ] | ۶۲ | زمین آسمانی                                                                                                   | محمدعلی نجفی                                                                                                  | ۱۳۷۳ | [ ۹۳ ]                      |
| ۱۳                           | جستجو در خلیج فارس (مستند)                                                                                    | جواد طاهری | ۱۳۶۳ | [ ۹۱ ] | ۶۳ | ورود به دنیای عروسک‌ها                                                                                         | عبدالله علیمراد                                                                                               | ۱۳۷۳ | [ ۹۴ ]                      |
| ۱۴                           | زیر باران | سیف‌اله داد | ۱۳۶۳ | [ ۹۱ ] | ۶۴ | غزال | مجتبی راعی | ۱۳۷۴ | [ ۹۴ ]                      |
| ۱۵                           | زندان دوله تو                                                                                                 | رحیم رحیمی‌پور                                                                                                 | ۱۳۶۳ | [ ۹۱ ] | ۶۵ | شیرین و فرهاد                                                                                                 | رحیم رحیمی‌پور                                                                                                 | ۱۳۷۴ | [ ۹۴ ]                      |
| ۱۶                           | گل‌های داوودی                                                                                                  | رسول صدرعاملی                                                                                                 | ۱۳۶۳ | [ ۹۱ ] | ۶۶ | ارابه مرگ | رضا قهرمانی                                                                                                   | ۱۳۷۵ | [ ۹۴ ]                      |
| ۱۷                           | در آبی آسمان، در سپیدی پرنده                                                                                  | مهوش اردشیری                                                                                                  | ۱۳۶۳ | [ ۹۱ ] | ۶۷ | نصف جهان (مستند داستانی)                                                                                      | مرتضی شاملی                                                                                                   | ۱۳۷۶ | [ ۹۴ ]                      |
| ۱۸                           | زنگ انشا | شاپور قریب | ۱۳۶۴ | [ ۹۱ ] | ۶۸ | شگفتا عشق (کلیپ)                                                                                              | محمدرضا قزوینی                                                                                                | ۱۳۷۶ | [ ۹۴ ]                      |
| ۱۹                           | بی‌بی چلچله | کیومرث پوراحمد                                                                                                | ۱۳۶۴ | [ ۹۱ ] | ۶۹ | شمارش معکوس                                                                                                   | اکبر حر | ۱۳۷۶ | [ ۹۴ ]                      |
| ۲۰                           | عاشق کوچک | فرخ انصاری بصیر                                                                                               | ۱۳۶۴ | [ ۹۱ ] | ۷۰ | تولد یک پروانه                                                                                                | مجتبی راعی | ۱۳۷۶ | [ ۹۴ ]                      |
| ۲۱                           | گمشده | مهدی صباغ‌زاده                                                                                                 | ۱۳۶۴ | [ ۹۱ ] | ۷۱ | مهر و آذر | جواد کراچی | ۱۳۷۷ | [ ۹۴ ]                      |
| ۲۲                           | پدربزرگ | مجید قاری‌زاده                                                                                                 | ۱۳۶۴ | [ ۹۱ ] | ۷۲ | شور زندگی | فریال بهزاد                                                                                                   | ۱۳۷۷ | [ ۹۴ ]                      |
| ۲۳                           | جاده‌های سرد                                                                                                   | مسعود جعفری جوزانی                                                                                            | ۱۳۶۴ | [ ۹۱ ] | ۷۳ | مردی از جنس بلور                                                                                              | سعید سهیلی | ۱۳۷۷ | [ ۹۴ ]                      |
| ۲۴                           | نوری در ظلمت (گریز)                                                                                           | ناصر محمدی | ۱۳۶۴ | [ ۹۱ ] | ۷۴ | شهر زنان | عطاءالله حیاتی                                                                                                | ۱۳۷۷ | [ ۹۴ ]                      |
| ۲۵                           | بگذار زندگی کنم                                                                                               | شاپور قریب | ۱۳۶۵ | [ ۹۵ ] | ۷۵ | جنگجوی پیروز                                                                                                  | مجتبی راعی | ۱۳۷۷ | [ ۹۴ ]                      |
| ۲۶                           | رابطه | پوران درخشنده                                                                                                 | ۱۳۶۵ | [ ۹۵ ] | ۷۶ | بلوغ | مسعود جعفری جوزانی                                                                                            | ۱۳۷۸ | [ ۹۴ ]                      |
| ۲۷                           | قصه زندگی | خسرو شجاعی | ۱۳۶۵ | [ ۹۵ ] | ۷۷ | عشق کافی نیست                                                                                                 | مهدی صباغ‌زاده                                                                                                 | ۱۳۷۸ | [ ۹۴ ]                      |
| ۲۸                           | سایه‌های غم | شاپور قریب | ۱۳۶۵ | [ ۹۵ ] | ۷۸ | چشمهایش | فرامرز قریبیان                                                                                                | ۱۳۷۹ | [ ۹۴ ]                      |
| ۲۹                           | گل مریم | حسن محمدزاده                                                                                                  | ۱۳۶۶ | [ ۹۵ ] | ۷۹ | هزاران زن مثل من                                                                                              | رضا کریمی | ۱۳۷۹ | [ ۹۴ ]                      |
| ۳۰                           | پرنده کوچک خوشبختی                                                                                            | پوران درخشنده                                                                                                 | ۱۳۶۶ | [ ۹۵ ] | ۸۰ | همسر دلخواه من                                                                                                | افشین شرکت | ۱۳۷۹ | [ ۹۴ ]                      |
| ۳۱                           | شکوه زندگی | حسن محمدزاده                                                                                                  | ۱۳۶۶ | [ ۹۵ ] | ۸۱ | راهی به سوی خانه                                                                                              | حمیدرضا معدنچی                                                                                                | ۱۳۷۹ | [ ۹۴ ]                      |
| ۳۲                           | سرزمین آرزوها                                                                                                 | مجید قاری‌زاده                                                                                                 | ۱۳۶۶ | [ ۹۵ ] | ۸۲ | رخساره | امیر قویدل | ۱۳۸۰ | [ ۹۴ ]                      |
| ۳۳                           | آخرین لحظه | فرخ انصاری بصیر                                                                                               | ۱۳۶۷ | [ ۹۵ ] | ۸۳ | مه‌بانو | مجید بهشتی | ۱۳۸۰ | [ ۹۴ ]                      |
| ۳۴                           | افسون | محمدرضا صفوی                                                                                                  | ۱۳۶۷ | [ ۹۵ ] | ۸۴ | زندانی ۷۰۷ | حبیب‌الله بهمنی                                                                                                | ۱۳۸۰ | [ ۹۴ ]                      |
| ۳۵                           | تپش | مهدی فخیم‌زاده                                                                                                 | ۱۳۶۷ | [ ۹۵ ] | ۸۵ | بانوی من | یدالله صمدی                                                                                                   | ۱۳۸۱ | [ ۹۴ ]                      |
| ۳۶                           | ریحانه | علیرضا رئیسیان                                                                                                | ۱۳۶۸ | [ ۹۵ ] | ۸۶ | یک روز، یک زندگی، یک مرد                                                                                      | جمشید عندلیبی                                                                                                 | ۱۳۸۱ | [ ۹۴ ]                      |
| ۳۷                           | مرگ پلنگ | فریبرز صالح                                                                                                   | ۱۳۶۸ | [ ۹۵ ] | ۸۷ | صنوبر (سینمایی)                                                                                               | مجتبی راعی | ۱۳۸۳ | [ ۹۴ ]                      |
| ۳۸                           | دل نمک | امیر قویدل | ۱۳۶۸ | [ ۹۵ ] | ۸۸ | سفر به هیدالو                                                                                                 | مجتبی راعی | ۱۳۸۴ | [ ۹۴ ]                      |
| ۳۹                           | خواستگاری | مهدی فخیم‌زاده                                                                                                 | ۱۳۶۸ | [ ۹۵ ] | ۸۹ | بچه‌های ابدی                                                                                                   | پوران درخشنده                                                                                                 | ۱۳۸۵ | [ ۹۴ ]                      |
| ۴۰                           | عبور از غبار                                                                                                  | پوران درخشنده                                                                                                 | ۱۳۶۸ | [ ۹۵ ] | ۹۰ | راننده تاکسی                                                                                                  | مهدی صباغ‌زاده                                                                                                 | ۱۳۸۵ | [ ۹۴ ]                      |
| ۴۱                           | زمان از دست‌رفته                                                                                               | پوران درخشنده                                                                                                 | ۱۳۶۸ | [ ۹۵ ] | ۹۱ | ترنج | مجتبی راعی | ۱۳۹۱ | [ ۹۴ ]                      |
| ۴۲                           | گلابتون و تنگ دالون (مستند)                                                                                   | حمید شریفیان                                                                                                  | ۱۳۶۸ | [ ۹۵ ] | | | | |                             |
| ۴۳                           | بچه‌های طلاق                                                                                                   | تهمینه میلانی                                                                                                 | ۱۳۶۸ | [ ۹۵ ] | | | | |                             |
| ۴۴                           | دخترم سحر | مجید قاری‌زاده                                                                                                 | ۱۳۶۸ | [ ۹۵ ] | | | | |                             |
| ۴۵                           | شب دهم | جمال شورجه | ۱۳۶۸ | [ ۹۵ ] | | | | |                             |
| ۴۶                           | فانی | تهمینه میلانی                                                                                                 | ۱۳۶۹ | [ ۹۵ ] | | | | |                             |
| ۴۷                           | افسانه آه | تهمینه میلانی                                                                                                 | ۱۳۶۹ | [ ۹۵ ] | | | | |                             |
| ۴۸                           | آوای دریا | رحمان رضایی                                                                                                   | ۱۳۶۹ | [ ۹۵ ] | | | | |                             |
| ۴۹                           | بازگشت قهرمان                                                                                                 | شاپور قریب | ۱۳۶۹ | [ ۹۵ ] | | | | |                             |
| ۵۰                           | خاویار ایران (مستند)                                                                                          | احمدی | ۱۳۶۹ | [ ۹۵ ] | | | | |                             |
| مجموعه‌های تلویزیونی          | | | | | | | | |                             |
| ۱                            | شاه شکار | سعید نیک‌پور                                                                                                   | ۱۳۶۲ | [ ۹۶ ] | ۹ | مرد نمکی (مستند تلویزیونی)                                                                                    | مرتضی شاملی                                                                                                   | ۱۳۷۷ | [ ۹۷ ]                      |
| ۲                            | امیر کبیر | سعید نیک‌پور                                                                                                   | ۱۳۶۴ | [ ۹۶ ] | ۱۰ | خورشید شب | فریبرز صالح                                                                                                   | ۱۳۸۰ | [ ۹۷ ]                      |
| ۳                            | عقیق | حمید تمجیدی                                                                                                   | ۱۳۶۸ | [ ۹۶ ] | ۱۱ | شب چراغ | امیر قویدل/سیروس مقدم                                                                                         | ۱۳۸۱ | [ ۹۷ ]                      |
| ۴                            | وزیر مختار | سعید نیک‌پور                                                                                                   | ۱۳۷۰ | [ ۹۶ ] | ۱۲ | صنوبر | مجتبی راعی | ۱۳۸۳ | [ ۹۷ ]                      |
| ۵                            | روح‌الله | محمدمهدی عسگرپور                                                                                              | ۱۳۷۴ | [ ۹۶ ] | ۱۳ | حس سوم | مهدی فخیم‌زاده                                                                                                 | ۱۳۸۴ | [ ۹۷ ]                      |
| ۶                            | سینا | فریدون کرمی                                                                                                   | ۱۳۷۴ | [ ۹۶ ] | ۱۴ | ایراندخت | محمدرضا ورزی                                                                                                  | ۱۳۹۷ | [ ۹۸ ]                      |
| ۷                            | نازنین خانم (عروسکی)                                                                                          | | ۱۳۷۵ | [ ۹۶ ] | | | | |                             |
| ۸                            | حاکم و قصاب                                                                                                   | فریدون کرمی                                                                                                   | ۱۳۷۵ | [ ۹۶ ] | | | | |                             |
| پویانمایی                    | | | | | | | | |                             |
| ۱                            | از طهران تا تهران                                                                                             | نفیسه ریاحی/سودابه آگاه                                                                                       | ۱۳۶۴ | [ ۹۹ ] | ۶ | اولین گناه | فهیمه سرخابی                                                                                                  | ۱۳۷۶ | [ ۱۰۰ ]                     |
| ۲                            | لالا و لولو (تولد)                                                                                            | فهیمه سرخابی                                                                                                  | ۱۳۷۵ | [ ۹۹ ] | ۷ | آرزوی پرواز                                                                                                   | فهیمه سرخابی                                                                                                  | ۱۳۷۷ | [ ۱۰۰ ]                     |
| ۳                            | نماز | ساسان پسیان                                                                                                   | ۱۳۷۵ | [ ۹۹ ] | ۸ | پوتین و شقایق                                                                                                 | علیرضا فرمانی                                                                                                 | ۱۳۷۸ | [ ۱۰۰ ]                     |
| ۴                            | برگ و باد | مرتضی اسماعیلی سهی                                                                                            | ۱۳۷۵ | [ ۹۹ ] | ۹ | خر شوخ | فهیمه سرخابی                                                                                                  | ۱۳۷۹ | [ ۱۰۰ ]                     |
| ۵                            | زندگی | محسن نوری نجفی                                                                                                | ۱۳۷۶ | [ ۹۹ ] | ۱۰ | انگشتر سحرآمیز                                                                                                | رویا خاشعی | ۱۳۸۰ | [ ۱۰۰ ]                     |
| آلبوم‌ها                      | | | | | | | | |                             |
| شماره                        | نام آلبوم | خواننده/گوینده                                                                                                | شاعر/نویسنده                                                                                                  | شاعر/نویسنده                                                                                                  | شاعر/نویسنده                                                                                                  | ناشر | ناشر | سال | منبع                        |
| ۱                            | پسرک چشم آبی (قصه)                                                                                            | بیژن مفید، سوسن تسلیمی                                                                                        | فرشید مثقالی                                                                                                  | فرشید مثقالی                                                                                                  | فرشید مثقالی                                                                                                  | کانون پرورش فکری کودکان و نوجوانان                                                                            | کانون پرورش فکری کودکان و نوجوانان                                                                            | ۱۳۵۳ | [ ۱۰۱ ]                     |
| ۲                            | اتل متل توتوله (قصه)                                                                                          | بیژن مفید | ابوسعید ابوالخیر                                                                                              | ابوسعید ابوالخیر                                                                                              | ابوسعید ابوالخیر                                                                                              | کانون پرورش فکری کودکان و نوجوانان                                                                            | کانون پرورش فکری کودکان و نوجوانان                                                                            | ۱۳۵۳ | [ ۱۰۱ ]                     |
| ۳                            | هفت دستگاه موسیقی ایرانی                                                                                      | محمدرضا شجریان، نیکو خردمند                                                                                   | گروهی از شاعران                                                                                               | گروهی از شاعران                                                                                               | گروهی از شاعران                                                                                               | کانون پرورش فکری کودکان و نوجوانان                                                                            | کانون پرورش فکری کودکان و نوجوانان                                                                            | ۱۳۵۴ | [ ۱۰۱ ]                     |
| ۴                            | فصل ایثار (کارگروهی آهنگسازان)                                                                                | سیامک علیقلی                                                                                                  | گروهی از شاعران                                                                                               | گروهی از شاعران                                                                                               | گروهی از شاعران                                                                                               | کانون پرورش فکری کودکان و نوجوانان                                                                            | کانون پرورش فکری کودکان و نوجوانان                                                                            | ۱۳۶۰ | [ ۱۰۱ ]                     |
| ۵                            | برنج خونین (موسیقی متن)                                                                                       | - | - | - | - | شرکت سی بی اس                                                                                                 | شرکت سی بی اس                                                                                                 | ۱۳۶۱ | [ ۱۰۱ ]                     |
| ۶                            | سفیر (موسیقی متن)                                                                                             | - | - | - | - | شرکت سی بی اس                                                                                                 | شرکت سی بی اس                                                                                                 | ۱۳۶۱ | [ ۱۰۱ ]                     |
| ۷                            | گلهای داوودی (موسیقی متن)                                                                                     | - | - | - | - | شرکت هارمونی                                                                                                  | شرکت هارمونی                                                                                                  | ۱۳۶۱ | [ ۱۰۱ ]                     |
| ۸                            | یادگار دوست                                                                                                   | شهرام ناظری                                                                                                   | مولانا | مولانا | مولانا | انتشارات خوش‌نوا                                                                                               | انتشارات خوش‌نوا                                                                                               | ۱۳۶۳ | [ ۱۰۲ ]                     |
| ۹                            | پدر بزرگ (موسیقی متن)                                                                                         | - | - | - | - | شرکت هارمونی                                                                                                  | شرکت هارمونی                                                                                                  | ۱۳۶۴ | [ ۱۰۳ ]                     |
| ۱۰                           | بچه‌های محله شادی (قصه)                                                                                        | | احمد بهبهانی                                                                                                  | احمد بهبهانی                                                                                                  | احمد بهبهانی                                                                                                  | سازمان فرهنگی و هنری خوشنوا                                                                                   | سازمان فرهنگی و هنری خوشنوا                                                                                   | ۱۳۶۴ | [ ۱۰۳ ]                     |
| ۱۱                           | امیر کبیر (موسیقی متن)                                                                                        | علیرضا افتخاری                                                                                                | حافظ | حافظ | حافظ | انتشارات سروش                                                                                                 | انتشارات سروش                                                                                                 | ۱۳۶۷ | [ ۱۰۳ ]                     |
| ۱۲                           | ساقی‌نامه ۱ (سوته‌دلان)                                                                                         | شهرام ناظری                                                                                                   | رضی‌الدین آرتیمانی                                                                                             | رضی‌الدین آرتیمانی                                                                                             | رضی‌الدین آرتیمانی                                                                                             | سازمان فرهنگی هنری هارمونی                                                                                    | سازمان فرهنگی هنری هارمونی                                                                                    | ۱۳۶۷ | [ ۱۰۴ ]                     |
| ۱۳                           | ساقی‌نامه ۲ (نسیم صبحگاهی)                                                                                     | شهرام ناظری                                                                                                   | رضی‌الدین آرتیمانی                                                                                             | رضی‌الدین آرتیمانی                                                                                             | رضی‌الدین آرتیمانی                                                                                             | سازمان فرهنگی هنری هارمونی                                                                                    | سازمان فرهنگی هنری هارمونی                                                                                    | ۱۳۶۷ | [ ۱۰۵ ]                     |
| ۱۴                           | دود عود (تنظیم از کامبیز روشن‌روان)                                                                            | محمدرضا شجریان                                                                                                | مولانا | مولانا | مولانا | شرکت تجارتی هالکو                                                                                             | شرکت تجارتی هالکو                                                                                             | ۱۳۶۹ | [ ۱۰۶ ]                     |
| ۱۵                           | نهانخانه دل                                                                                                   | بیژن بیژنی | گروهی از شاعران                                                                                               | گروهی از شاعران                                                                                               | گروهی از شاعران                                                                                               | انتشارات سروش                                                                                                 | انتشارات سروش                                                                                                 | ۱۳۶۹ | [ ۱۰۷ ]                     |
| ۱۶                           | آینه در آینه                                                                                                  | بیژن بیژنی | گروهی از شاعران                                                                                               | گروهی از شاعران                                                                                               | گروهی از شاعران                                                                                               | انتشارات سروش                                                                                                 | انتشارات سروش                                                                                                 | ۱۳۷۱ | [ ۱۰۸ ]                     |
| ۱۷                           | آوای مدرسه | گروه کر | قیصر امین‌پور                                                                                                  | قیصر امین‌پور                                                                                                  | قیصر امین‌پور                                                                                                  | | | ۱۳۷۲ | [ ۱۰۹ ]                     |
| ۱۸                           | دیلمان | محمدرضا شجریان                                                                                                | گروهی از شاعران                                                                                               | گروهی از شاعران                                                                                               | گروهی از شاعران                                                                                               | کانون پرورش فکری کودکان و نوجوانان                                                                            | کانون پرورش فکری کودکان و نوجوانان                                                                            | ۱۳۷۵ | [ ۱۱۰ ]                     |
| ۱۹                           | سیب سرخ خورشید                                                                                                | بیژن بیژنی | گروهی از شاعران                                                                                               | گروهی از شاعران                                                                                               | گروهی از شاعران                                                                                               | انتشارات سروش                                                                                                 | انتشارات سروش                                                                                                 | ۱۳۷۵ | [ ۱۱۱ ]                     |
| ۲۰                           | صدای شاعر | بیژن بیژنی | مهری ماهوتی                                                                                                   | مهری ماهوتی                                                                                                   | مهری ماهوتی                                                                                                   | کانون پرورش فکری کودکان و نوجوانان                                                                            | کانون پرورش فکری کودکان و نوجوانان                                                                            | ۱۳۷۷ | [ ۱۱۱ ]                     |
| ۲۱                           | سمفونی فلک‌الافلاک                                                                                             | - | - | - | - | بنیاد حفظ آثار و ارزش‌های دفاع مقدس                                                                            | بنیاد حفظ آثار و ارزش‌های دفاع مقدس                                                                            | ۱۳۷۷ | [ ۱۱۲ ]                     |
| ۲۲                           | دیدار | محمدرضا ظفرنژاد                                                                                               | گروهی از شاعران                                                                                               | گروهی از شاعران                                                                                               | گروهی از شاعران                                                                                               | شرکت شورآهنگ                                                                                                  | شرکت شورآهنگ                                                                                                  | ۱۳۷۷ | [ ۱۱۳ ]                     |
| ۲۳                           | گل هزار بهار                                                                                                  | علیرضا افتخاری                                                                                                | مولانا | مولانا | مولانا | مؤسسه مشکات                                                                                                   | مؤسسه مشکات                                                                                                   | ۱۳۷۹ | [ ۱۱۴ ]                     |
| ۲۴                           | ایران زمین | بیژن بیژنی | گروهی از شاعران                                                                                               | گروهی از شاعران                                                                                               | گروهی از شاعران                                                                                               | انتشارات سروش                                                                                                 | انتشارات سروش                                                                                                 | ۱۳۷۹ | [ ۱۱۵ ]                     |
| ۲۵                           | تنها ماندم (تنظیم از کامبیز روشن‌روان)                                                                         | محمد اصفهانی                                                                                                  | گروهی از شاعران                                                                                               | گروهی از شاعران                                                                                               | گروهی از شاعران                                                                                               | شرکت فرهنگی هنری پیام                                                                                         | شرکت فرهنگی هنری پیام                                                                                         | ۱۳۷۹ | [ ۱۱۶ ]                     |
| ۲۶                           | هفت سین | محمد اصفهانی                                                                                                  | گروهی از شاعران                                                                                               | گروهی از شاعران                                                                                               | گروهی از شاعران                                                                                               | مؤسسه مشکات                                                                                                   | مؤسسه مشکات                                                                                                   | ۱۳۸۱ | [ ۱۱۷ ]                     |
| ۲۷                           | پوئم سمفونی پرواز                                                                                             | بیژن بیژنی | گروهی از شاعران                                                                                               | گروهی از شاعران                                                                                               | گروهی از شاعران                                                                                               | | | ۱۳۸۳ | [ ۱۱۸ ]                     |
| ۲۸                           | مژده باران | بیژن بیژنی | گروهی از شاعران                                                                                               | گروهی از شاعران                                                                                               | گروهی از شاعران                                                                                               | ایران گام | ایران گام | ۱۳۸۵ | [ ۱۱۹ ]                     |
| ۲۹                           | رفتم و بار سفر بستم (تنظیم از کامبیز روشن‌روان)                                                                | علیرضا قربانی                                                                                                 | گروهی از شاعران                                                                                               | گروهی از شاعران                                                                                               | گروهی از شاعران                                                                                               | مؤسسه فرهنگی هنری آوای باربد                                                                                  | مؤسسه فرهنگی هنری آوای باربد                                                                                  | ۱۳۹۳ | [ ۱۲۰ ]                     |
| ۳۰                           | همه ایرانم | حسین نورشرق                                                                                                   | گروهی از شاعران                                                                                               | گروهی از شاعران                                                                                               | گروهی از شاعران                                                                                               | | | ۱۴۰۲ | [ ۱۲۱ ]                     |
| مقاله‌ها                      | | | | | | | | |                             |
| شماره                        | شرح | شرح | شرح | شرح | شرح | شرح | شرح | شرح | منبع                        |
| ۱                            | سیر تحول موسیقی در غرب، کتاب طنین، جلد اول (نشریه علمی دانشکده صدا و سیما، انتشارات سروش)، ۱۳۶۸               | سیر تحول موسیقی در غرب، کتاب طنین، جلد اول (نشریه علمی دانشکده صدا و سیما، انتشارات سروش)، ۱۳۶۸               | سیر تحول موسیقی در غرب، کتاب طنین، جلد اول (نشریه علمی دانشکده صدا و سیما، انتشارات سروش)، ۱۳۶۸               | سیر تحول موسیقی در غرب، کتاب طنین، جلد اول (نشریه علمی دانشکده صدا و سیما، انتشارات سروش)، ۱۳۶۸               | سیر تحول موسیقی در غرب، کتاب طنین، جلد اول (نشریه علمی دانشکده صدا و سیما، انتشارات سروش)، ۱۳۶۸               | سیر تحول موسیقی در غرب، کتاب طنین، جلد اول (نشریه علمی دانشکده صدا و سیما، انتشارات سروش)، ۱۳۶۸               | سیر تحول موسیقی در غرب، کتاب طنین، جلد اول (نشریه علمی دانشکده صدا و سیما، انتشارات سروش)، ۱۳۶۸               | سیر تحول موسیقی در غرب، کتاب طنین، جلد اول (نشریه علمی دانشکده صدا و سیما، انتشارات سروش)، ۱۳۶۸               | [ ۱۲۲ ]                     |
| ۲                            | کمانچه، فصلنامه آهنگ شماره چهارم، سال دوم، تابستان ۱۳۶۸                                                       | کمانچه، فصلنامه آهنگ شماره چهارم، سال دوم، تابستان ۱۳۶۸                                                       | کمانچه، فصلنامه آهنگ شماره چهارم، سال دوم، تابستان ۱۳۶۸                                                       | کمانچه، فصلنامه آهنگ شماره چهارم، سال دوم، تابستان ۱۳۶۸                                                       | کمانچه، فصلنامه آهنگ شماره چهارم، سال دوم، تابستان ۱۳۶۸                                                       | کمانچه، فصلنامه آهنگ شماره چهارم، سال دوم، تابستان ۱۳۶۸                                                       | کمانچه، فصلنامه آهنگ شماره چهارم، سال دوم، تابستان ۱۳۶۸                                                       | کمانچه، فصلنامه آهنگ شماره چهارم، سال دوم، تابستان ۱۳۶۸                                                       | [ ۱۲۲ ]                     |
| ۳                            | حنانه و هارمونی زوج، یادنامه مرتضی حنانه، نشر قطره، پائیز ۱۳۶۹                                                | حنانه و هارمونی زوج، یادنامه مرتضی حنانه، نشر قطره، پائیز ۱۳۶۹                                                | حنانه و هارمونی زوج، یادنامه مرتضی حنانه، نشر قطره، پائیز ۱۳۶۹                                                | حنانه و هارمونی زوج، یادنامه مرتضی حنانه، نشر قطره، پائیز ۱۳۶۹                                                | حنانه و هارمونی زوج، یادنامه مرتضی حنانه، نشر قطره، پائیز ۱۳۶۹                                                | حنانه و هارمونی زوج، یادنامه مرتضی حنانه، نشر قطره، پائیز ۱۳۶۹                                                | حنانه و هارمونی زوج، یادنامه مرتضی حنانه، نشر قطره، پائیز ۱۳۶۹                                                | حنانه و هارمونی زوج، یادنامه مرتضی حنانه، نشر قطره، پائیز ۱۳۶۹                                                | [ ۱۲۲ ]                     |
| ۴                            | بررسی وضعیت موسیقی فعلی ایران و ارایهٔ چند پیشنهاد، کتاب ماهور، شماره ۲، زمستان ۱۳۶۹                           | بررسی وضعیت موسیقی فعلی ایران و ارایهٔ چند پیشنهاد، کتاب ماهور، شماره ۲، زمستان ۱۳۶۹                           | بررسی وضعیت موسیقی فعلی ایران و ارایهٔ چند پیشنهاد، کتاب ماهور، شماره ۲، زمستان ۱۳۶۹                           | بررسی وضعیت موسیقی فعلی ایران و ارایهٔ چند پیشنهاد، کتاب ماهور، شماره ۲، زمستان ۱۳۶۹                           | بررسی وضعیت موسیقی فعلی ایران و ارایهٔ چند پیشنهاد، کتاب ماهور، شماره ۲، زمستان ۱۳۶۹                           | بررسی وضعیت موسیقی فعلی ایران و ارایهٔ چند پیشنهاد، کتاب ماهور، شماره ۲، زمستان ۱۳۶۹                           | بررسی وضعیت موسیقی فعلی ایران و ارایهٔ چند پیشنهاد، کتاب ماهور، شماره ۲، زمستان ۱۳۶۹                           | بررسی وضعیت موسیقی فعلی ایران و ارایهٔ چند پیشنهاد، کتاب ماهور، شماره ۲، زمستان ۱۳۶۹                           | [ ۱۲۲ ]                     |
| ۵                            | مقدمه‌ای بر موسیقی قرن بیستم، روزنامه ایران                                                                    | مقدمه‌ای بر موسیقی قرن بیستم، روزنامه ایران                                                                    | مقدمه‌ای بر موسیقی قرن بیستم، روزنامه ایران                                                                    | مقدمه‌ای بر موسیقی قرن بیستم، روزنامه ایران                                                                    | مقدمه‌ای بر موسیقی قرن بیستم، روزنامه ایران                                                                    | مقدمه‌ای بر موسیقی قرن بیستم، روزنامه ایران                                                                    | مقدمه‌ای بر موسیقی قرن بیستم، روزنامه ایران                                                                    | مقدمه‌ای بر موسیقی قرن بیستم، روزنامه ایران                                                                    | [ ۱۲۲ ]                     |
| ۶                            | موسیقی نظامی، ویژه‌نامهٔ اولین جشنواره موسیقی دفاع مقدس                                                         | موسیقی نظامی، ویژه‌نامهٔ اولین جشنواره موسیقی دفاع مقدس                                                         | موسیقی نظامی، ویژه‌نامهٔ اولین جشنواره موسیقی دفاع مقدس                                                         | موسیقی نظامی، ویژه‌نامهٔ اولین جشنواره موسیقی دفاع مقدس                                                         | موسیقی نظامی، ویژه‌نامهٔ اولین جشنواره موسیقی دفاع مقدس                                                         | موسیقی نظامی، ویژه‌نامهٔ اولین جشنواره موسیقی دفاع مقدس                                                         | موسیقی نظامی، ویژه‌نامهٔ اولین جشنواره موسیقی دفاع مقدس                                                         | موسیقی نظامی، ویژه‌نامهٔ اولین جشنواره موسیقی دفاع مقدس                                                         | [ ۱۲۲ ]                     |
| ۷                            | تنبک (انگلیسی)، سازهای سنتی آسیا و اقیانوسیه، مرکز فرهنگی آسیا در ژاپن، توکیو، ۱۹۹۴                           | تنبک (انگلیسی)، سازهای سنتی آسیا و اقیانوسیه، مرکز فرهنگی آسیا در ژاپن، توکیو، ۱۹۹۴                           | تنبک (انگلیسی)، سازهای سنتی آسیا و اقیانوسیه، مرکز فرهنگی آسیا در ژاپن، توکیو، ۱۹۹۴                           | تنبک (انگلیسی)، سازهای سنتی آسیا و اقیانوسیه، مرکز فرهنگی آسیا در ژاپن، توکیو، ۱۹۹۴                           | تنبک (انگلیسی)، سازهای سنتی آسیا و اقیانوسیه، مرکز فرهنگی آسیا در ژاپن، توکیو، ۱۹۹۴                           | تنبک (انگلیسی)، سازهای سنتی آسیا و اقیانوسیه، مرکز فرهنگی آسیا در ژاپن، توکیو، ۱۹۹۴                           | تنبک (انگلیسی)، سازهای سنتی آسیا و اقیانوسیه، مرکز فرهنگی آسیا در ژاپن، توکیو، ۱۹۹۴                           | تنبک (انگلیسی)، سازهای سنتی آسیا و اقیانوسیه، مرکز فرهنگی آسیا در ژاپن، توکیو، ۱۹۹۴                           | [ ۱۲۲ ]                     |
| ۸                            | تاریخ موسیقی فیلم در ایران، گزارش فیلم، سال سوم، شماره ۸                                                      | تاریخ موسیقی فیلم در ایران، گزارش فیلم، سال سوم، شماره ۸                                                      | تاریخ موسیقی فیلم در ایران، گزارش فیلم، سال سوم، شماره ۸                                                      | تاریخ موسیقی فیلم در ایران، گزارش فیلم، سال سوم، شماره ۸                                                      | تاریخ موسیقی فیلم در ایران، گزارش فیلم، سال سوم، شماره ۸                                                      | تاریخ موسیقی فیلم در ایران، گزارش فیلم، سال سوم، شماره ۸                                                      | تاریخ موسیقی فیلم در ایران، گزارش فیلم، سال سوم، شماره ۸                                                      | تاریخ موسیقی فیلم در ایران، گزارش فیلم، سال سوم، شماره ۸                                                      | [ ۱۲۲ ]                     |
| ۹                            | موسیقی فیلم، ارائه شده در سمینار فیلمسازان زن کشورهای آسیایی، ۱۳۷۶                                            | موسیقی فیلم، ارائه شده در سمینار فیلمسازان زن کشورهای آسیایی، ۱۳۷۶                                            | موسیقی فیلم، ارائه شده در سمینار فیلمسازان زن کشورهای آسیایی، ۱۳۷۶                                            | موسیقی فیلم، ارائه شده در سمینار فیلمسازان زن کشورهای آسیایی، ۱۳۷۶                                            | موسیقی فیلم، ارائه شده در سمینار فیلمسازان زن کشورهای آسیایی، ۱۳۷۶                                            | موسیقی فیلم، ارائه شده در سمینار فیلمسازان زن کشورهای آسیایی، ۱۳۷۶                                            | موسیقی فیلم، ارائه شده در سمینار فیلمسازان زن کشورهای آسیایی، ۱۳۷۶                                            | موسیقی فیلم، ارائه شده در سمینار فیلمسازان زن کشورهای آسیایی، ۱۳۷۶                                            | [ ۱۲۲ ]                     |
| ۱۰                           | موسیقی هنری و هنر موسیقی، فصلنامه موسیقی مقام، شماره ۱، بهار ۱۳۷۷                                             | موسیقی هنری و هنر موسیقی، فصلنامه موسیقی مقام، شماره ۱، بهار ۱۳۷۷                                             | موسیقی هنری و هنر موسیقی، فصلنامه موسیقی مقام، شماره ۱، بهار ۱۳۷۷                                             | موسیقی هنری و هنر موسیقی، فصلنامه موسیقی مقام، شماره ۱، بهار ۱۳۷۷                                             | موسیقی هنری و هنر موسیقی، فصلنامه موسیقی مقام، شماره ۱، بهار ۱۳۷۷                                             | موسیقی هنری و هنر موسیقی، فصلنامه موسیقی مقام، شماره ۱، بهار ۱۳۷۷                                             | موسیقی هنری و هنر موسیقی، فصلنامه موسیقی مقام، شماره ۱، بهار ۱۳۷۷                                             | موسیقی هنری و هنر موسیقی، فصلنامه موسیقی مقام، شماره ۱، بهار ۱۳۷۷                                             | [ ۱۲۲ ]                     |
| ۱۱                           | جنبه‌های دراماتیک موسیقی ایران و کاربرد آن در موسیقی فیلم، فصلنامه هنر، بهار ۱۳۷۷، دوره جدید، شماره ۳۶         | جنبه‌های دراماتیک موسیقی ایران و کاربرد آن در موسیقی فیلم، فصلنامه هنر، بهار ۱۳۷۷، دوره جدید، شماره ۳۶         | جنبه‌های دراماتیک موسیقی ایران و کاربرد آن در موسیقی فیلم، فصلنامه هنر، بهار ۱۳۷۷، دوره جدید، شماره ۳۶         | جنبه‌های دراماتیک موسیقی ایران و کاربرد آن در موسیقی فیلم، فصلنامه هنر، بهار ۱۳۷۷، دوره جدید، شماره ۳۶         | جنبه‌های دراماتیک موسیقی ایران و کاربرد آن در موسیقی فیلم، فصلنامه هنر، بهار ۱۳۷۷، دوره جدید، شماره ۳۶         | جنبه‌های دراماتیک موسیقی ایران و کاربرد آن در موسیقی فیلم، فصلنامه هنر، بهار ۱۳۷۷، دوره جدید، شماره ۳۶         | جنبه‌های دراماتیک موسیقی ایران و کاربرد آن در موسیقی فیلم، فصلنامه هنر، بهار ۱۳۷۷، دوره جدید، شماره ۳۶         | جنبه‌های دراماتیک موسیقی ایران و کاربرد آن در موسیقی فیلم، فصلنامه هنر، بهار ۱۳۷۷، دوره جدید، شماره ۳۶         | [ ۱۲۲ ]                     |
| ۱۲                           | سنتور، فصلنامه هنر، تابستان ۱۳۷۷، دوره جدید، شماره ۳۷                                                         | سنتور، فصلنامه هنر، تابستان ۱۳۷۷، دوره جدید، شماره ۳۷                                                         | سنتور، فصلنامه هنر، تابستان ۱۳۷۷، دوره جدید، شماره ۳۷                                                         | سنتور، فصلنامه هنر، تابستان ۱۳۷۷، دوره جدید، شماره ۳۷                                                         | سنتور، فصلنامه هنر، تابستان ۱۳۷۷، دوره جدید، شماره ۳۷                                                         | سنتور، فصلنامه هنر، تابستان ۱۳۷۷، دوره جدید، شماره ۳۷                                                         | سنتور، فصلنامه هنر، تابستان ۱۳۷۷، دوره جدید، شماره ۳۷                                                         | سنتور، فصلنامه هنر، تابستان ۱۳۷۷، دوره جدید، شماره ۳۷                                                         | [ ۱۲۲ ]                     |
| ۱۳                           | موسیقی پاپ از آغاز تا امروز، فصلنامه موسیقی ماهور، سال دوم، شماره ۸، تابستان ۱۳۷۹                             | موسیقی پاپ از آغاز تا امروز، فصلنامه موسیقی ماهور، سال دوم، شماره ۸، تابستان ۱۳۷۹                             | موسیقی پاپ از آغاز تا امروز، فصلنامه موسیقی ماهور، سال دوم، شماره ۸، تابستان ۱۳۷۹                             | موسیقی پاپ از آغاز تا امروز، فصلنامه موسیقی ماهور، سال دوم، شماره ۸، تابستان ۱۳۷۹                             | موسیقی پاپ از آغاز تا امروز، فصلنامه موسیقی ماهور، سال دوم، شماره ۸، تابستان ۱۳۷۹                             | موسیقی پاپ از آغاز تا امروز، فصلنامه موسیقی ماهور، سال دوم، شماره ۸، تابستان ۱۳۷۹                             | موسیقی پاپ از آغاز تا امروز، فصلنامه موسیقی ماهور، سال دوم، شماره ۸، تابستان ۱۳۷۹                             | موسیقی پاپ از آغاز تا امروز، فصلنامه موسیقی ماهور، سال دوم، شماره ۸، تابستان ۱۳۷۹                             | [ ۱۲۲ ]                     |
| ۱۴                           | تأثیر موسیقی شرق بر غرب، فصلنامه رادیو تلویزیون، سال دوم، پیش‌شماره ۳، پاییز ۱۳۸۰                              | تأثیر موسیقی شرق بر غرب، فصلنامه رادیو تلویزیون، سال دوم، پیش‌شماره ۳، پاییز ۱۳۸۰                              | تأثیر موسیقی شرق بر غرب، فصلنامه رادیو تلویزیون، سال دوم، پیش‌شماره ۳، پاییز ۱۳۸۰                              | تأثیر موسیقی شرق بر غرب، فصلنامه رادیو تلویزیون، سال دوم، پیش‌شماره ۳، پاییز ۱۳۸۰                              | تأثیر موسیقی شرق بر غرب، فصلنامه رادیو تلویزیون، سال دوم، پیش‌شماره ۳، پاییز ۱۳۸۰                              | تأثیر موسیقی شرق بر غرب، فصلنامه رادیو تلویزیون، سال دوم، پیش‌شماره ۳، پاییز ۱۳۸۰                              | تأثیر موسیقی شرق بر غرب، فصلنامه رادیو تلویزیون، سال دوم، پیش‌شماره ۳، پاییز ۱۳۸۰                              | تأثیر موسیقی شرق بر غرب، فصلنامه رادیو تلویزیون، سال دوم، پیش‌شماره ۳، پاییز ۱۳۸۰                              | [ ۱۲۲ ]                     |
| ۱۵                           | بیست تحول موسیقی ایران، ارایه شده در سمینار مرکز مطالعات خاورمیانه، واشینگتن دی سی، آمریکا، ۱۹۹۹              | بیست تحول موسیقی ایران، ارایه شده در سمینار مرکز مطالعات خاورمیانه، واشینگتن دی سی، آمریکا، ۱۹۹۹              | بیست تحول موسیقی ایران، ارایه شده در سمینار مرکز مطالعات خاورمیانه، واشینگتن دی سی، آمریکا، ۱۹۹۹              | بیست تحول موسیقی ایران، ارایه شده در سمینار مرکز مطالعات خاورمیانه، واشینگتن دی سی، آمریکا، ۱۹۹۹              | بیست تحول موسیقی ایران، ارایه شده در سمینار مرکز مطالعات خاورمیانه، واشینگتن دی سی، آمریکا، ۱۹۹۹              | بیست تحول موسیقی ایران، ارایه شده در سمینار مرکز مطالعات خاورمیانه، واشینگتن دی سی، آمریکا، ۱۹۹۹              | بیست تحول موسیقی ایران، ارایه شده در سمینار مرکز مطالعات خاورمیانه، واشینگتن دی سی، آمریکا، ۱۹۹۹              | بیست تحول موسیقی ایران، ارایه شده در سمینار مرکز مطالعات خاورمیانه، واشینگتن دی سی، آمریکا، ۱۹۹۹              | [ ۱۲۲ ]                     |
| ۱۶                           | موسیقی در فیلم‌های تاریخی، نشریه قلم (نشریه داخلی صدا و سیما)                                                  | موسیقی در فیلم‌های تاریخی، نشریه قلم (نشریه داخلی صدا و سیما)                                                  | موسیقی در فیلم‌های تاریخی، نشریه قلم (نشریه داخلی صدا و سیما)                                                  | موسیقی در فیلم‌های تاریخی، نشریه قلم (نشریه داخلی صدا و سیما)                                                  | موسیقی در فیلم‌های تاریخی، نشریه قلم (نشریه داخلی صدا و سیما)                                                  | موسیقی در فیلم‌های تاریخی، نشریه قلم (نشریه داخلی صدا و سیما)                                                  | موسیقی در فیلم‌های تاریخی، نشریه قلم (نشریه داخلی صدا و سیما)                                                  | موسیقی در فیلم‌های تاریخی، نشریه قلم (نشریه داخلی صدا و سیما)                                                  | [ ۱۲۲ ]                     |
| ۱۷                           | موسیقی در فیلم‌های کمدی، نشریه قلم (نشریه داخلی صدا و سیما)                                                    | موسیقی در فیلم‌های کمدی، نشریه قلم (نشریه داخلی صدا و سیما)                                                    | موسیقی در فیلم‌های کمدی، نشریه قلم (نشریه داخلی صدا و سیما)                                                    | موسیقی در فیلم‌های کمدی، نشریه قلم (نشریه داخلی صدا و سیما)                                                    | موسیقی در فیلم‌های کمدی، نشریه قلم (نشریه داخلی صدا و سیما)                                                    | موسیقی در فیلم‌های کمدی، نشریه قلم (نشریه داخلی صدا و سیما)                                                    | موسیقی در فیلم‌های کمدی، نشریه قلم (نشریه داخلی صدا و سیما)                                                    | موسیقی در فیلم‌های کمدی، نشریه قلم (نشریه داخلی صدا و سیما)                                                    | [ ۱۲۲ ]                     |
| ۱۸                           | تأثیر موسیقی شرق بر غرب، ارایه شده در دانشکده مطالعات شرق و آفریقا (soas)، دانشگاه لندن، انگلستان، فوریه ۲۰۰۳ | تأثیر موسیقی شرق بر غرب، ارایه شده در دانشکده مطالعات شرق و آفریقا (soas)، دانشگاه لندن، انگلستان، فوریه ۲۰۰۳ | تأثیر موسیقی شرق بر غرب، ارایه شده در دانشکده مطالعات شرق و آفریقا (soas)، دانشگاه لندن، انگلستان، فوریه ۲۰۰۳ | تأثیر موسیقی شرق بر غرب، ارایه شده در دانشکده مطالعات شرق و آفریقا (soas)، دانشگاه لندن، انگلستان، فوریه ۲۰۰۳ | تأثیر موسیقی شرق بر غرب، ارایه شده در دانشکده مطالعات شرق و آفریقا (soas)، دانشگاه لندن، انگلستان، فوریه ۲۰۰۳ | تأثیر موسیقی شرق بر غرب، ارایه شده در دانشکده مطالعات شرق و آفریقا (soas)، دانشگاه لندن، انگلستان، فوریه ۲۰۰۳ | تأثیر موسیقی شرق بر غرب، ارایه شده در دانشکده مطالعات شرق و آفریقا (soas)، دانشگاه لندن، انگلستان، فوریه ۲۰۰۳ | تأثیر موسیقی شرق بر غرب، ارایه شده در دانشکده مطالعات شرق و آفریقا (soas)، دانشگاه لندن، انگلستان، فوریه ۲۰۰۳ | [ ۱۲۲ ]                     |
| جزوه‌های آموزشی               | | | | | | | | |                             |
| شماره                        | شرح | شرح | شرح | شرح | شرح | شرح | شرح | شرح | منبع                        |
| ۱                            | آشنایی با موسیقی غربی                                                                                         | آشنایی با موسیقی غربی                                                                                         | آشنایی با موسیقی غربی                                                                                         | آشنایی با موسیقی غربی                                                                                         | آشنایی با موسیقی غربی                                                                                         | آشنایی با موسیقی غربی                                                                                         | آشنایی با موسیقی غربی                                                                                         | آشنایی با موسیقی غربی                                                                                         | [ ۱۲۳ ]                     |
| ۲                            | آشنایی با موسیقی ایرانی                                                                                       | آشنایی با موسیقی ایرانی                                                                                       | آشنایی با موسیقی ایرانی                                                                                       | آشنایی با موسیقی ایرانی                                                                                       | آشنایی با موسیقی ایرانی                                                                                       | آشنایی با موسیقی ایرانی                                                                                       | آشنایی با موسیقی ایرانی                                                                                       | آشنایی با موسیقی ایرانی                                                                                       | [ ۱۲۳ ]                     |
| ۳                            | موسیقی فیلم                                                                                                   | موسیقی فیلم                                                                                                   | موسیقی فیلم                                                                                                   | موسیقی فیلم                                                                                                   | موسیقی فیلم                                                                                                   | موسیقی فیلم                                                                                                   | موسیقی فیلم                                                                                                   | موسیقی فیلم                                                                                                   | [ ۱۲۳ ]                     |
| برنامه‌های تلویزیونی (آموزشی) | | | | | | | | |                             |
| شماره                        | شرح | شرح | شرح | شرح | شرح | شرح | شرح | شرح | منبع                        |
| ۱                            | موسیقی فیلم، ۵۶ برنامه، نویسنده و مجری، سیمای جمهوری اسلامی ایران                                             | موسیقی فیلم، ۵۶ برنامه، نویسنده و مجری، سیمای جمهوری اسلامی ایران                                             | موسیقی فیلم، ۵۶ برنامه، نویسنده و مجری، سیمای جمهوری اسلامی ایران                                             | موسیقی فیلم، ۵۶ برنامه، نویسنده و مجری، سیمای جمهوری اسلامی ایران                                             | موسیقی فیلم، ۵۶ برنامه، نویسنده و مجری، سیمای جمهوری اسلامی ایران                                             | موسیقی فیلم، ۵۶ برنامه، نویسنده و مجری، سیمای جمهوری اسلامی ایران                                             | موسیقی فیلم، ۵۶ برنامه، نویسنده و مجری، سیمای جمهوری اسلامی ایران                                             | موسیقی فیلم، ۵۶ برنامه، نویسنده و مجری، سیمای جمهوری اسلامی ایران                                             | [ ۱۲۴ ]                     |
| ۲                            | موسیقی در سینمای انیمیشن، ۲۶ برنامه، نویسنده و مجری، سیمای جمهوری اسلامی ایران                                | موسیقی در سینمای انیمیشن، ۲۶ برنامه، نویسنده و مجری، سیمای جمهوری اسلامی ایران                                | موسیقی در سینمای انیمیشن، ۲۶ برنامه، نویسنده و مجری، سیمای جمهوری اسلامی ایران                                | موسیقی در سینمای انیمیشن، ۲۶ برنامه، نویسنده و مجری، سیمای جمهوری اسلامی ایران                                | موسیقی در سینمای انیمیشن، ۲۶ برنامه، نویسنده و مجری، سیمای جمهوری اسلامی ایران                                | موسیقی در سینمای انیمیشن، ۲۶ برنامه، نویسنده و مجری، سیمای جمهوری اسلامی ایران                                | موسیقی در سینمای انیمیشن، ۲۶ برنامه، نویسنده و مجری، سیمای جمهوری اسلامی ایران                                | موسیقی در سینمای انیمیشن، ۲۶ برنامه، نویسنده و مجری، سیمای جمهوری اسلامی ایران                                | [ ۱۲۴ ]                     |
| ۳                            | موسیقی دفاع مقدس، ۵ برنامه، نویسنده و مجری، سیمای جمهوری اسلامی ایران                                         | موسیقی دفاع مقدس، ۵ برنامه، نویسنده و مجری، سیمای جمهوری اسلامی ایران                                         | موسیقی دفاع مقدس، ۵ برنامه، نویسنده و مجری، سیمای جمهوری اسلامی ایران                                         | موسیقی دفاع مقدس، ۵ برنامه، نویسنده و مجری، سیمای جمهوری اسلامی ایران                                         | موسیقی دفاع مقدس، ۵ برنامه، نویسنده و مجری، سیمای جمهوری اسلامی ایران                                         | موسیقی دفاع مقدس، ۵ برنامه، نویسنده و مجری، سیمای جمهوری اسلامی ایران                                         | موسیقی دفاع مقدس، ۵ برنامه، نویسنده و مجری، سیمای جمهوری اسلامی ایران                                         | موسیقی دفاع مقدس، ۵ برنامه، نویسنده و مجری، سیمای جمهوری اسلامی ایران                                         | [ ۱۲۴ ]                     |
| ۴                            | موسیقی ایران در چند نگاه، ۵ برنامه، نویسنده و مجری، سیمای جمهوری اسلامی ایران                                 | موسیقی ایران در چند نگاه، ۵ برنامه، نویسنده و مجری، سیمای جمهوری اسلامی ایران                                 | موسیقی ایران در چند نگاه، ۵ برنامه، نویسنده و مجری، سیمای جمهوری اسلامی ایران                                 | موسیقی ایران در چند نگاه، ۵ برنامه، نویسنده و مجری، سیمای جمهوری اسلامی ایران                                 | موسیقی ایران در چند نگاه، ۵ برنامه، نویسنده و مجری، سیمای جمهوری اسلامی ایران                                 | موسیقی ایران در چند نگاه، ۵ برنامه، نویسنده و مجری، سیمای جمهوری اسلامی ایران                                 | موسیقی ایران در چند نگاه، ۵ برنامه، نویسنده و مجری، سیمای جمهوری اسلامی ایران                                 | موسیقی ایران در چند نگاه، ۵ برنامه، نویسنده و مجری، سیمای جمهوری اسلامی ایران                                 | [ ۱۲۴ ]                     |
| کتاب‌ها                       | | | | | | | | |                             |
| شماره                        | شرح | شرح | منبع | شماره | شرح | شرح | شرح | شرح | منبع                        |
| ۱                            | پارتیتور سمفونی فلک الافلاک، انتشارات سرود، ۱۳۸۰                                                              | پارتیتور سمفونی فلک الافلاک، انتشارات سرود، ۱۳۸۰                                                              | [ ۱۲۵ ] | ۴ | هارمونی جامع کاربردی، جلد ۱ و ۲، انتشارات معین، ۱۳۹۳                                                          | هارمونی جامع کاربردی، جلد ۱ و ۲، انتشارات معین، ۱۳۹۳                                                          | هارمونی جامع کاربردی، جلد ۱ و ۲، انتشارات معین، ۱۳۹۳                                                          | هارمونی جامع کاربردی، جلد ۱ و ۲، انتشارات معین، ۱۳۹۳                                                          | [ ۱۲۶ ]                     |
| ۲                            | پارتیتور پوئم سمفونی پرواز، (از خیام تا مولوی)، انتشارات سرود، ۱۳۸۱                                           | پارتیتور پوئم سمفونی پرواز، (از خیام تا مولوی)، انتشارات سرود، ۱۳۸۱                                           | [ ۱۲۵ ] | ۵ | پارتیتور موسیقی متن فیلم سفیر، انتشارات چنگ، ۱۳۹۴                                                             | پارتیتور موسیقی متن فیلم سفیر، انتشارات چنگ، ۱۳۹۴                                                             | پارتیتور موسیقی متن فیلم سفیر، انتشارات چنگ، ۱۳۹۴                                                             | پارتیتور موسیقی متن فیلم سفیر، انتشارات چنگ، ۱۳۹۴                                                             | [ ۱۲۷ ]                     |
| ۳                            | پارتیتور کنسرتو برای فلوت و ارکستر زهی، انتشارات سرود، ۱۳۸۳                                                   | پارتیتور کنسرتو برای فلوت و ارکستر زهی، انتشارات سرود، ۱۳۸۳                                                   | [ ۱۲۸ ] | ۶ | پارتیتور آلبوم یادگار دوست، انتشارات سرود، ۱۳۹۸                                                               | پارتیتور آلبوم یادگار دوست، انتشارات سرود، ۱۳۹۸                                                               | پارتیتور آلبوم یادگار دوست، انتشارات سرود، ۱۳۹۸                                                               | پارتیتور آلبوم یادگار دوست، انتشارات سرود، ۱۳۹۸                                                               |                             |

## افتخارات
... من روشن‌روان را از اوایل دههٔ چهل که در هنرستان موسیقی تحصیل می‌کرد می‌شناختم … آثار روشن‌روان، پیوند ارگانیکی با موسیقی ملی دارد و جان مایهٔ آن از موسیقی ملی گرفته شده و به‌همین جهت هویت ایرانی‌اش، پرچم کارهایش هست …

محمد سریر

... با مشکلاتی که در دههٔ شصت برای موسیقی وجود داشت، فهمیدیم که می‌توانیم با موسیقی فیلم و موسیقی‌های دیگر این ارتباط را برقرار کنیم و نقش کلیدی که روشن‌روان برای نسل من انجام دادند، همین بود. دیدیم که موسیقی ایرانی هم می‌تواند ساختارمند باشد و به‌شکل جمعی در سالن‌ها پخش شود. موسیقی فیلم هم می‌تواند از ساخت‌یافتگی که ما در موسیقی کلاسیک سراغ داریم، برخوردار باشد. پارتیتورهایی که ایشان چاپ کردند، به ما نشان می‌دهد که موسیقی فیلم هم در این سرزمین، یک پدیدهٔ بعد از انقلابی است که به واسطهٔ زحمات اشخاصی چون روشن‌روان، راه را برای ما باز کرد …

کارن همایونفر

### نامزدی و دریافت جوایز
- برنده جایزه اول آهنگسازی، از دانشگاه جنوب کالیفرنیا (USC)، ۱۳۵۸ (۱۹۸۰)[۵۰]
- برنده جایزه ویژهٔ (هیئت داوران) بهترین موسیقی متن، برای فیلم مرثیه (۱۳۵۵)[۱۲۹]
- برنده جایزه سیمرغ بلورین بهترین موسیقی متن، از سومین دوره جشنواره بین‌المللی فیلم فجر برای فیلم‌های زندان دوله تو و گل‌های داوودی (۱۳۶۳)
- نامزد دریافت سیمرغ بلورین بهترین موسیقی متن، از هفتمین دوره جشنواره بین‌المللی فیلم فجر برای فیلم تپش (۱۳۶۷)
- برنده جایزه تندیس زرین بهترین موسیقی متن، از دومین جشن بزرگ سینمای ایران برای فیلم تولد یک پروانه (۱۳۷۷)
- نامزد دریافت تندیس زرین بهترین موسیقی متن، از سومین جشن بزرگ سینمای ایران برای فیلم شور زندگی (۱۳۷۸)
- نامزد دریافت تندیس زرین بهترین موسیقی متن، از چهارمین جشن بزرگ سینمای ایران برای فیلم بلوغ (۱۳۷۹)
- برنده جایزه بهترین موسیقی سمفونیک در رابطه با دفاع مقدس، برای سمفونی فلک‌الافلاک[۵۰]
- برنده جایزه شیر سنگیِ بهترین موسیقی متن، از دومین جشنواره فیلم‌های کمدی برای فیلم جنگجوی پیروز (۱۳۷۸)[۱۳۰]
- برنده جایزه بهترین موسیقی متن، از دومین جشنواره تولیدات برون مرزی سازمان صدا وسیما برای فیلم زندانی ۷۰۷ (۱۳۸۰)[۵۰]
- برنده جایزه یک عمر فعالیت موسیقی و آهنگسازی، از جشنواره بین‌المللی موسیقی فجر (۱۳۸۲)[۵۰]
- دیپلم افتخار بهترین موسیقی متن، از بیست و پنجمین دوره جشنواره بین‌المللی فیلم فجر برای فیلم بچه‌های ابدی (۱۳۸۵)
- نامزد دریافت تندیس زرین بهترین موسیقی متن، از دهمین جشن بزرگ سینمای ایران برای فیلم سفر به هیدالو (۱۳۸۵)

### نکوداشت
- در ۱۴ شهریور ۱۳۹۵، به مناسبت دویست و پنجاه و هشتمین شب از مجموعهٔ شب‌های بخارا، مراسمی با عنوان «شب کامبیز روشن‌روان» به همت علی دهباشی و مجله بخارا در «بنیاد موقوفات دکتر محمود افشار» (کانون زبان فارسی) برگزار شد. این مراسم با حضور و سخنرانی هنرمندانی مانند: فریدون شهبازیان، محمد سریر، داریوش طلایی، اسماعیل واثقی، اسماعیل تهرانی، بیژن بیژنی، کیوان ساکت، کارن همایونفر و فاضل جمشیدی برگزار شد و از کامبیز روشن‌روان تجلیل به‌عمل آمد.[۱۳۱][۵۴]

## پاورقی
1. ^  علت آن را روشن‌روان این‌طور ذکر می‌کند که در آن زمان، برای دریافت دستمزد و عقد قرارداد به مرکز سینمایی مراجعه می‌کند، ولی پاسخی با این مضمون به او می‌دهند که «قرارداد بستن با آهنگساز حرام شرعی است و معصیت دارد». بدین‌ترتیب او ناچار می‌شود دستمزد نوازندگان و هزینهٔ استودیو را نیز خودش پرداخت کند.[۱۳۲]
2. ^  روشن‌روان اشاره می‌کند یکی دیگر از سختی‌های این کار این بود که ضبط موسیقی در هنگام موشک‌باران تهران انجام گرفت و شهرام ناظری نیز نقل می‌کند که ابتدا «... شش ماه برای ضبط آن اثر زحمت کشیده بودیم تا ضبطش انجام شود اما وقتی که رفتیم آن را از استودیو تحویل بگیریم دیدم همهٔ آنچه ضبط کرده‌ایم پاک شده‌است. تمام زحمت‌های ما به باد رفت. اما تصمیم گرفتیم چهار پنج شبانه روز در استودیو بمانیم و کار را دوباره ضبط کنیم و با خودمان هم کار را بیرون ببریم … همین کار را کردیم و چند شب به همراه کامبیز روشن‌روان و ایرج حقیقی (صدابردار) در استودیو ماندیم و کار را ضبط کردیم و بیرون آوردیم … حالا شما فکر کنید این اثر که در چند شب ضبط شده‌است با آن «یادگار دوست» واقعی که شش ماه برایش وقت گذاشتیم چقدر فرق دارد …».[۱۳۳][۱۳۴]
3. ^  اولین اجرای جهانی این اثر در ششم ژانویه ۲۰۱۸ در کنسرت «همه ایرانم» یا «شب موسیقی ایرانی با ارکستر سمفونیک اپرای ونکوور» در سالن کویین الیزابت[پ] شهر ونکوور در کانادا برگزار شد. رهبری ارکستر ۶۵ نفره را شهرداد روحانی به‌عهده داشت و علیرضا قربانی خوانندهٔ قسمت‌های آوازی این پوئم سمفونیک بود.[۱۳۵]

## واژه‌نامه
1. ↑  Netherland Chamber Group
2. ↑  Jeremy Walker
3. ↑  Queen Elizabeth